# Referendum o nezavisnosti Škotske 2014.
Referendum o nezavisnosti Škotske održan je u četvrtak 18. septembra 2014. Nakon dogovora škotske vlade i vlade Ujedinjenog Kraljevstva, 21. marta 2013. iznet je predlog Zakona o referendumu o nezavisnosti Škotske, koji definiše uslove za održavanje ovog referenduma. Predlog zakona usvojen je u škotskom parlamentu 14. novembra 2013, a kraljica Elizabeta II dala je kraljevski pristanak 17. decembra 2013. Glasači su na referendumu odgovarali na pitanje koje je formulisano u skladu s preporukama britanske Izborne komisije i koje je glasilo:
Da li Škotska treba da bude nezavisna država? (енгл. Should Scotland be an independent country?)
Osnovna pitanja koja su se razmatrala u referendumskoj kampanji ticala su se privredne snage Škotske, njene odbrane, budućih odnosa s ostatkom Ujedinjenog Kraljevstva i članstva u međunarodnim organizacijama, posebno u Evropskoj uniji i NATO.
Prema podacima objavljenima 19. septembra 2014. ujutro, većina od oko 55% glasača se izjasnila protiv nezavisnosti, odnosno za ostanak Škotske u Ujedinjenom Kraljevstvu.
Dana 24. juna 2016. godine, nakon provođenja referenduma Ujedinjenog Kraljevstva o članstvu u Evropskoj uniji, najavljena je mogućnost provođenja drugog škotskog referenduma o nezavisnosti.

## Istorija
Škotska je deo Ujedinjenog Kraljevstva od Zakona o uniji 1707.

### Referendumi o devoluciji
Predlog o devoluciji za Škotsku iznet je na referendum 1979, no on nije doneo nikakve promene, uprkos tankoj većini koja je glasala za promenu, i to zbog odredbe koja je nalagala da u prilog devolucije mora glasati najmanje 40% ukupnog biračkog tela. Dalje ustavne reforme nisu predlagane tokom mandata konzervativnih vlada Margaret Thatcher i Johna Majora, koje su na vlasti bile od 1979. i 1997. godine. Ubrzo nakon dolaska laburista na vlast 1997. godine, održan je drugi referendum o devoluciji Škotske. Jasna većina glasala je i za to da se ustanovi škotski parlament i da taj parlament dobije pravo da varira osnovicu poreza na prihod. Britanski parlament doneo je Zakon o Škotskoj 1998, kojim je ustanovljen škotski parlament; prvi izbori za njega održani su 6. maja 1999.

### Vlada SNP-a 2007.
Škotska nacionalna partija (SNP) obećala je u kampanji za izbore 2007. da će organizovati referendum tokom 2010. godine. SNP je nakon tih izbora postao najveća partija u škotskom parlamentu, zakonodavnom telu ustanovljenom 1999. da se bavi tzv. nerezervisanim pitanjima, odnosno onim pitanjima za koje je britanski parlament predao odgovornost škotskom. SNP je formirao manjinsku vladu na čelu s Aleksom Salmondom kao prvim ministrom. Vlada SNP-a pokrenula je avgusta 2007. javnu debatu pod nazivom "National Conversation", čiji je deo predstavljalo i objavljivanje nacrta zakona o referendumu.
Po završetku ove javne debate, objavljen je 30. novembra 2009. beli papir o predlogu zakona o referendumu. Taj je papir razrađivao četiri moguća scenarija te je predviđao da se tekst samog predloga zakona objavi tek kasnije. Scenariji su bili:
- Bez promene;
- Devolucija prema zaključcima Calmanove komisije;
- Puna devolucija;
- Puna nezavisnost.

Škotska vlada objavila je nacrt jedne verzije zakona 25. februara 2010. i dala ga na javnu raspravu. Taj dokument na 84 strane nosio je naslov: "Budućnost Škotske: konsultativni papir o nacrtu zakona o škotskom referendumu" (Scotland's Future: Draft Referendum (Scotland) Bill Consultation Paper) i sadržao je kako konsultativni papir tako i nacrt zakona u verziji koju je tada predlagala škotska vlada. U konsultativnom papiru izneti su predlozi o izgledu glasačkih listića, mehanizmu predloženog referenduma, kao i o regulaciji referenduma. Javnost je pozvana da dostavi svoja mišljenja u periodu od 25. februara do 30. aprila 2010.
Nacrt zakona skicirao je tri predloga. Prvi je bila puna devolucija (devolution max), koja bi značila odgovornost škotskog parlamenta za "sve zakone, poreze i carine u Škotskoj", s izuzetkom pitanja "odbrane i inostranih poslova, finansijske regulacije, monetarne politike i valute", koja bi ostala u nadležnosti britanske vlade. Drugi predlog predviđao je, uglavnom prema zaključcima Calmanove komisije, fiskalnu reformu, sticanje dodatnih ovlašćenja i odgovornosti za definisanje posebne škotske stope poreza na prihod, koja bi se od stope u ostatku Britanije mogla razlikovati u iznosu do 10 penija po jednoj funti, određivanje taksi na nekretnine i "drugih manjih taksi", uvođenje novih poreza u Škotskoj uz saglasnost britanskog parlamenta te, na kraju, "ograničenu mogućnost zaduživanja". Treći je predlog bio puna nezavisnost, počev od toga da bi škotski parlament dobio ovlašćenje da Škotsku pretvori u zemlju koja bi "imala prava i obaveze normalne, suverene države" (have the rights and responsibilities of a normal, sovereign state).
U trećem škotskom parlamentu, od ukupno 129 zastupnika samo njih 50 (47 iz SNP-a, 2 iz Škotske partije zelenih i Margo McDonald, nezavisni zastupnik) podržali su predlog o održavanju referenduma. Zbog protivljenja zastupnika iz drugih većih partija škotska vlada je na kraju odlučila da povuče predlog zakona o referendumu, jer nije uspela da za njega osigura većinu u parlamentu.

### Vlada SNP-a 2011.
SNP je i u predizbornoj kampanji za izbore 2011. ponovio svoje obećanje o održavanju referenduma o nezavisnosti. U jednoj televizijskoj debati nekoliko dana pre izbora prvi ministar Salmond je izjavio da će se referendum održati "u drugom delu mandata parlamenta", i to zato što želi da prvo putem novog Zakona o Škotskoj osigura dodatna ovlašćenja za škotski parlament. Na tim izborima SNP je osvojio apsolutnu većinu, tj. 69 od ukupno 129 zastupničkih mesta, čime je dobio i mandat da održi referendum o nezavisnosti.
U januaru 2012. britanska je vlada ponudila da prenese relevantna zakonodavna ovlašćenja na škotski parlament kako bi ovaj dobio zakonsku mogućnost da raspiše referendum, pod uslovom da referndum bude "pošten, zakonit i odlučujući". To bi podrazumevalo definisanje opšteg okvira za održavanje referenduma, kao što je referendumsko pitanje, glasačko telo i određivanje organa za organizovanje referenduma. Škotska vlada je zatum objavila da namerava da održi referendum u jesen 2014. godine. Pregovori dve vlade trajali su do oktobra 2012, kad je postignut dogovor.
Škotski parlament doneo je Zakon o pravu glasa na referendumu o nezavisnosti Škotske 27. juna 2013, koji je dobio kraljevski pristanak 7. avgusta 2013. Škotska vlada je 26. novembra 2013. objavila Budućnost Škotske, dokument na 670 strana u kome je iznela svoje argumente za nezavisnost, kao i svoje viđenje o načinu na koji Škotska može postati nezavisna država. Salmond je taj dokument nazvao "najsveobuhvatnijim planom za nezavisnost neke zemlje od svih koji su ikada objavljeni". Takođe je rekao da taj dokument pokazuje da njegova vlada ne teži nezavisnosti "kao cilju po sebi, nego kao sredstvu za promenu Škotske na bolje".

## Organizacija referenduma

### Vreme održavanja i pravo glasa
Škotska vlada objavila je 21. marta 2013. da će se referendum održati 18. septembra 2014. Neki su mediji nagađali da je jesen 2014. odabrana zbog vremenske blizine 700. godišnjice bitke kod Bannockburna (makar je ta godišnjica zapravo u junu). Sam Salmond odbacio je te spekulacije. Drugi su nagađali da je jesen 2014, odabrana zato što će se u Škotskoj održati Komonveltske igre 2014. i Ryder Cup 2014.
U skladu s nacrtom zakona iz 2010 te prema odredbama Zakona o pravu glasa na referendumu o nezavisnosti Škotske, pravo glasa na referendumu imali su:
- britanski državljani s prebivalištem u Škotskoj;
- građani ostale 52 zemlje članice Komonvelta s prebivalištem u Škotskoj;
- građani ostalih zemalja članica Evropske unije s prebivalištem u Škotskoj;
- članovi Doma lordova s prebivalištem u Škotskoj (koji, inače, nemaju pravo glasa na parlamentarnim izborima).[35]
- osoblje koje služi u britanskim oružanim snagama ili u Vladi Njenog Veličanstva, a koji su registrovani kao glasači u Škotskoj.

Osuđeni zatvorenici nisu imali pravo glasa na referendumu. Evropski sud za ljudska prava ranije je presudio da je to ograničenje nezakonito, no lord Glennie je izneo svoje uverenje da se ta presuda odnosi samo na parlamentarne izbore. Sud u Edinburghu odbacio je žalbe podnete protiv njegove presude, a žalbe je zatim odbacio i Vrhovni sud Ujedinjenog Kraljevstva.
Škotska vlada smanjila je za referendum minimalnu dob za glasanje sa 18 na 16 godina života, u skladu s politikom SNP-a u pogledu prava glasa na svim izborima u Škotskoj. Taj potez podržali su laburisti, liberal-demokrati i škotski zeleni. U Škotskoj se još od Zakona o punoletnosti u Škotskoj 1991. zakonsko punoletstvo stiče s navršenih 16 godina života. Nakon Edinburškog sporazuma između britanske i škotske vlade, činilo se izglednim da će i 16-godišnjacima i 17-godišnjacima biti dozvoljeno da glasaju na referendumu.
U januaru 2012. Elaine Murray, zastupnica laburista u škotskom parlamentu, založila se za to da se pravo glasa na referendumu da i onim Škotima koji žive van Škotske, uključujući i nekih 800.000 Škota s prebivalištem u drugim delovima Ujedinjenog Kraljevstva. Tome se usprotivila škotska vlada tvrdeći da bi to značajno uvećalo složenost referenduma i navodeći tvrdnje iz Komiteta UN za ljudska prava da bi referendum koji se temelji na kriterijima koji nisu vezani za prebivalište izazvao posebnu pažnju drugih država.
U Domu lordova baronesa Symons tvrdila je da i ostatku Ujedinjenog Kraljevstva treba dozvoliti da učestvuje u odlučivanju o nezavisnosti Škotske, objašnjavajući to tvrdnjom da rezultat referenduma ima posledice na celu zemlju. Taj je argument britanska vlada odbacila, pri čemu je lord Wallace ukazao na činjenicu da su samo dva od ukupno jedanaest referenduma održanih od 1973. godine obuhvatila celo Ujedinjeno Kraljevstvo. Profesor John Curtice je tvrdio i da je Severnoirski referendum o suverenitetu 1973. već ustanovio praksu po kojoj o budućnosti jednog dela Ujedinjenog Kraljevstva treba da odlučuju samo oni koji u tom delu i žive.

### Zakonitost
Pre zakazivanja referenduma raspravljalo se i o tome ima li škotski parlament zakonsku mogućnost da raspiše referendum o nezavisnosti Škotske, a da prethodno nije izdata kraljevska uredba u skladu s članom 30. Zakona o Škotskoj. Prema sadašnjem sistemu devolucije, škotski parlament nema pravo da se jednostrano otcepi od Ujedinjenog Kraljevstva, jer je ustav jedno od pitanja rezervisanih za parlament Ujedinjenog Kraljevstva. Škotska vlada insistirala je tokom 2010. da škotski parlament ima pravo da raspiše referendum, jer bi se radilo o "savetodavnom referendumu o proširenju ovlašćenja škotskog parlamenta", čiji rezultat "ne bi imao nikakvih zakonskih posledica na Uniju".
Na kraju, škotska vlada nije održala referendum u svom mandatu koji je trajao od 2007. do 2011. Nakon što je SNP osvojio apsolutnu većinu 2011. godine, škotska vlada potvrdila je svoju nameru da 2014. održi referendum, ponovo odbacujući tvrdnje da škotski parlament sam nema ovlašćenja za takav potez. Januara 2012. britanska vlada iznela je oprečno mišljenje, tj. da bi održavanje bilo kakvog referenduma u vezi s ustavnim poretkom bilo van ovlašćenja škotskog parlamenta. Lord Wallace, glavni škotski pravni savetnik britanske vlade, izjavio je da bi svaki pojedinac mogao uspešno osporiti validnost zakona o referendumu koji bi doneo škotski parlament.
Kako bi se to sprečilo, britanski parlament mogao je privremeno preneti zakonsko ovlašćenje na škotski parlament, no škotska vlada imala je primedbe na dodavanje uslova za održavanje referenduma koje bi ovaj proces iznedrio. Na kraju su dve vlade potpisale Edinburški sporazum, kojim je dogovoreno da se ovlašćenje za raspisivanje referenduma, koji će postaviti jedno pitanje o nezavisnosti i biti održan do kraja 2014, privremeno prenese na škotski parlament. Prenos ovlašćenja formalno je izvršen uredbom (The Transfer of Functions (Elections and Referendums) Order 2013), koju je kraljica potpisala 9. oktobra 2013.

### Nadzor
U skladu s Edinburškim sporazumom, britanska izborna komisija bila je odgovorna za nadzor nad referendumom, s izuzetkom brojanja glasova, objave rezultata i odobravanja novčanih sredstava. U vršenju svoje dužnosti regulisanja kampanje i troškova u kampanji izborna je komisija bila odgovorna škotskom parlamentu. Glasanje i brojanje glasova bili su organizovani na isti način kao i za lokalne izbore, odnosno odgovornost su imali lokalni predstavnici glasačkih odbora pod upravom glavnog referenta za brojanje glasova (a Chief Counting Officer).

### Referendumsko pitanje
Prema Edinburškom sporazumu, formulacija referendumskog pitanja ostavljena je škotskom parlamentu. Tekst pitanja predložila je škotska vlada u nacrtu zakona o referendumu. U skladu sa sporazumom, škotska vlada podnela je predlog referendumskog pitanja izbornoj komisiji da bi se procenila razumljivost pitanja.
Salmond je izjavio da bi njegovo idealno pitanje bilo "Slažete li se da Škotska treba da bude nezavisna država?" (Do you agree that Scotland should be an independent country?), no ovakva se formulacija našla na udaru kritika jer su neki smatrali da predloženi početak ("Slažete li se") smera na to da glasače navede na pozitivan odgovor. Nakon što je predlog podnet izbornoj komisiji, pitanje je preformulisano, tako da njegov konačni oblik glasi: Da li Škotska treba da bude nezavisna država? (Should Scotland be an independent country?).

### Kampanja

#### Finansiranje i troškovi
U prvobitnom nacrtu zakona iz 2010. škotska vlada predložila je da se osnuje jedna zvanična organizacija koja bi predvodila kampanju "Za" i jedna koja bi predvodila kampanju "Protiv", pri čemu bi svaka od njih za kampanju mogla potrošiti najviše 750.000 funti i imala pravo na slanje jedne reklamne pošiljke svakom domaćinstvu ili biraču s pravom glasa na referendumu. Javno finansiranje kampanje nije bilo predviđeno. Svaka politička partija, po tom predlogu, imala bi mogućnost da potroši najviše 100.000 funti. Ovo predloženo ograničenje o troškovima partija revidirano je 2012. i povećano na 250.000 funti.
Škotska vlada pristala je 2013. na nove odredbe o finansiranju koje je predložila Izborna komisija. Ti predlozi, koji će važiti u periodu od 16 nedelja pre održavanja referenduma, dozvoljavaju dvema zvaničnim organizacijama na čelu kampanja "Za" i "Protiv" da potroše do 1,5 miliona funti, a političkim partijama postavljaju ograničenje troškova u skladu s rezultatom koji je svaka od njih ostvarila na izborima za škotski parlament 2011. godine.
Prema konsultativnom papiru škotske vlade objavljenom 25. februara 2010, ukupni troškovi referenduma "verovatno će biti oko 9,5 miliona funti" i uglavnom će otičći na organizaciju glasanja i brojanja glasov. Troškovi uključuju i slanje poštom jednog neutralnog letka o referendumu svakom škotskom domaćinstvu, kao i slanje po jedne reklamne pošiljke svakom domaćinstvu ili glasaču od strane dve zvanične organizacije na čelu kampanja "Za" i "Protiv". Ukupni troškovi referenduma procenjeni su 2013. godine na iznos od 13,3 miliona funti.

#### Predvodnici kampanje
Kampanja za nezavisnost Škotske, naslovljena Yes Scotland, pokrenuta je 25. maja 2012. Na čelu kampanje Yes Scotland nalazi se Blair Jenkins, bivši direktor programa na Škotskoj televiziji (STV) i trenutni šef informativne redakcije na STV i na BBC Scotland. Tu kampanju podržavaju SNP, Škotska stranka zelenih i Škotska socijalistička partija. Na pokretanju ove kampanje, kojem je prisustvovalo nekoliko slavnih ličnosti, Škoti su pozvani da potpišu deklaraciju u znak podrške nezavisnosti. Salmond je izjavio kako se nada da će tu deklaraciju potpisati milion ljudi u Škotskoj. Do 24. maja 2013. broj potpisnika dostigao je 372.103.
Kampanja za ostanak Škotske u Ujedinjenom Kraljevstvu, naslovljena Better Together, pokrenuta je 25. juna 2012. Ova kampanja, na čijem se čelu nalazi Alistair Darling, bivši ministar finansija, uživa podršku Konzervativne, Liberal-demokratske i Laburističke stranke.

#### Debate
Debate o pitanju nezavisnosti vođene su na televiziji, lokalnoj zajednici i na univerzitetima i udruženjima, a otpočele su odmah nakon raspisivanja referenduma. U okviru emisije Scotland Tonight na TV-kanalu STV prikazano je nekoliko debata: Nicola Sturgeon i Michael Moore, Sturgeon i Anas Sarwar, Sturgeon i Alistair Carmichael te Sturgeon i Johann Lamont. BBC Two Scotland prikazao je 21. januara 2014. prvi od nekoliko okruglih stolova, koji je snimljen u Greenock i koji je vodio James Cook.
Predvodnici kampanje za nezavisnost uporno su tražili da se organizuje javna debata s britanskim premijerom Davidom Cameronom i prvim ministrom Škotske Alexom Salmondom. Cameron je sve te pozive odbio tvrdeći da je referendum stvar "o kojoj Škoti treba da odluče" te da debata treba da se vodi "između ljudi u škotskoj koji žele da ostanu i ljudi u Škotskoj koji žele da odu". Pozive na takvu debatu podržao je i bivši britanski premijer Gordon Brown, koji je rekao da bi to bila "dobra ideja". Alistair Darling, predsedavajući grupe Better Together, optužio je Salmonda da "uplašeno beži" od debate s njim, iako je Sturgeon 2013. izjavila da će se u nekom trenutku održati javna debata Salmonda i Darlinga. Darling je odbio da učestvuje u javnoj debati s Blairom Jenkinsom, predsedavajućim grupe Yes Scotland. Nigel Farage, vođa Partije za nezavisnost Ujedinjenog Kraljevstva, takođe je pozvao Salmonda na debatu, ali je predstavnik SNP-a to odbacio rekavši da je Farage "nebitan u Škotskoj".
Nakon dužih pregovora, 5. avgusta 2014. održana je debata Salmonda i Darlinga pod nazivom Salmond i Darling: Debata, koju je prenosio TV-kanal STV. Druga debata Salmonda i Darlinga, pod naslovom Škotska odlučuje: Salmond protiv Darlinga održana je 25. avgusta 2014. na Prvom programu BBC-a za Škotsku, a u ostatku Ujedinjenog Kraljevstva prenosio ju je Drugi program BBC-a.

### Proces glasanja
Proces glasanja na referendum počeo je 27. avgusta 2014. godine, kad su glasaši koji glasaju poštom dobili glasačke listiće. Do 15. avgusta 2014. 680.235 glasača registrovalo se za glasanje poštom, odnosno za 20% više nego u martu 2014. Tokom faze glasanja putem pošte škotska policija uhapsila je jednog 28-godišnjaka iz Drumchapela u Glasgowu zbog sumnje da je eBayu prodavao svoj glas.
Rok za prijavu za glasanje na referendumu istekao je 2. septembra 2014. Nekoliko opštinskih komisija prijavilo je "nazapamćen" priliv novih registracija, a neki su, kako je izvestio BBC, tokom poslednje nedelje primili na "desetine hiljada" prijava za registraciju: "Brojevi zabeleženi u poslednjih sedam dana pokazuju da je u Glasgowu zaprimljeno 9.000 prijava, 5.000 u Renfrewshireu, a skoro 1.000 na Shetlandu Orkneyi".

### Ishod
Britanska vlada izjavila je da će, ako se prosta većina izjasni u prilog nezavisnosti, "Škotska postati nezavisna država nakon pregovaračkog procesa". Ako se većina izjasni protiv nezavisnosti, Škotska će ostati deo Ujedinjenog Kraljevstva. Dodatne moći biće date škotskom parlamenru putem devolucije, u skladu sa Zakonom o Škotskoj iz 2012. Izborna komisija pripremila je informativni letak, u kome je potvrđeno da su se britanska i škotska vlada sporazumele o ovim pitanjima.

## Teme kampanje

### Monarhija
SNP je podržao zadržavanje britanskog monarha kao šefa države nezavisne Škotske, odnosno opstanak personalne unije s ostatkom Ujedinjenog Kraljevstva, kao i članstvo Škotske u Komonveltu nacija. Prema izveštajima nekih medija, sama kraljica je "strahovala" za budućnost Ujedinjenog Kraljevstva, ali i bila spremna prihvatiti ishod referenduma. Neki funkcioneri SNP-a, među njima Christine Grahame, predsedavajuća odbora za pravosuđe u škotskom parlamentu, smatrali su da je stav partije to da se o statusu monarhije u nezavisnoj Škotskoj održi poseban referendum, jer je jedna rezolucija sa skupštine SNP-a iz 1997. predviđala održavanje "referenduma u mandatu prvog parlamenta nezavisne Škotske o tome da li zadržati monarha" na čelu države; s druge strane, Salmond je tvrdio da se stav partije u međuvremenu promenio.
Neke političke partije i organizacije koje se zalažu za nezavisnost podržavale su zavođenje republikanskog državnog uređenja, kao npr. Škotska partija zelenih i Škotska socijalistička partija.
Kraljica je tokom referendumske kampanje zvanično ostala neutralna.

### Državljanstvo
Škotska vlada planirala je dati automatsko škotsko državljanstvo svim britanskim građanima "uobičajeno nastanjenim" u Škotskoj i britanskim građanima rođenim u Škotskoj, čak i ako su već delili dvojno državljanstvo s nekom trećom državom. Theresa May, britanska ministarka unutrašnjih poslova, izjavila je da bi politika vlade eventualne nezavisne Škotske uticala na to da li bi škotski državljani mogli zadržati britansko državljanstvo.

### Demokratija
Škotska vlada i pobornici nezavisnosti tvrdili su da u Škotskoj postoji deficit demokratije jer je Ujedinjeno Kraljevstvo unitarna država koja nema kodifikovani ustav. Osim toga, SNP je za Dom lordova rekao da predstavlja "uvredu za demokratiju". Termin "demokratski deficit" ponekad se koristio da označi period između britanskih izbora 1979. i 1997, tokom kojega je Laburistička stranka imala većinu zastupnika iz Škotske, ali je vlast u Ujedinjenom Kraljevstvu držala Konzervativna stranka. Alex Salmond je u septembru 2013. izjavio da se takve pojave mogu izjednačiti s nepostojanjem demokratije i da su "ljudi koji žive i rade u Škotskoj verovatno u najboljem položaju da donose ispravne odluke za Škotsku". Januara 2012. Patrick Harvie je rekao: "Zeleni imaju viziju jedne radikalnije demokratije u Škotskoj, s daleko više nivoa za vođenje rasprava i donošenje odluka na nivou lokalnih zajednica".
Menzies Campbell napisao je u aprilu 2014. da je pitanje demokratskog deficita rešeno devolucijom i osnivanjem škotskog parlamenta, te da u okviru britanske vlade i šireg političkog sistema "Škotska i Škoti uživaju uticaj koji prevazilazi našu veličinu i razumno očekivanje". Daniel Kawczynski, član britanskog parlamenta iz redova Konzervativaca, rekao je 2009. da je asimetrična devolucija kakva postoji u Ujedinjenom Kraljevstvu uspostavila određeni demokratski deficit za Englesku. To je gledište poznatije kao "pitanje Zapadnog Lothiana", koje se bavi tom anomalijom da članovi britanskog parlamenta ne mogu glasati o pitanjima koja su delegirana Škotskoj, ali zato zastupnici iz Škotske mogu glasati o istim tim pitanjima koja se tiču Engleske. Kawczynski je istakao i da su u proseku izborne jedinice u Engleskoj veće od onih u Škotskoj.

#### Dalja devolucija
Tokom kampanje svaka od tri glavne britanske političke partije bavila se pitanjem devolucije i sve tri su zaključile da bi škotskom parlamentu trebalo delegirati dodatna ovlaštenja. Neposredno uoči televizijske debate Alexa Salmonda i Alistaira Darlinga grupa Better Together izdala je saopštenje, koje su potpisale i vođe tri glavne partije, a u kojem je navedeno obećanje da će se Škotskoj predati dodatna ovlaštenja u pogledu lokalnih poreza i delova socijalne politike. Boris Johnson, gradonačelnik Londona, inače pripadnik Konzervativne stranke, usprotivio se davanju većih fiskalnih ovlaštenja škotskom parlamentu. U drugoj televizijskoj debati Alex Salmond pozvao je Alistaira Darlinga da konkretno kaže koja bi dodatna ovlaštenja bila data ako pobede protivnici nezavisnosti, a koja bi doprinela većem nivou zaposlenosti u Škotskoj. Kasnije te nedelje David Cameron posetio je Škotsku i tom prilikom obećao da će nova ovlaštenja Škotskoj biti delegirana "uskoro".

### Ekonomija

#### Snaga ekonomije
Jedno od glavnih pitanja u kampanji jeste to da li bi nezavisna Škotska ekonomski stajala bolje nego danas. Prema jednoj anketi, većina Škota glasala bi za nezavisnost ako bi se moglo dokazati da bi to značilo i viši životni standard. Barnettova formula rezultirala je time da je javna potrošnja po glavi stanovnika u Škotskoj viša nego u Engleskoj, ali istovremeno u Škotskoj se po glavi stanovnika prikuplja više novca na ime poreza na prihod u odnosu na britanski prosek, uglavnom zahvaljujući prihodu od nafte iz Severnog mora. Institut za fiskalnu politiku izvestio je u novembru 2012. da bi geografski udeo u nafti iz Severnog mora svakako pokrio višu javnu potrošnju, ali je i upozorio da su cene nafte nestabilne i podsetio da se radi o ograničenom potrošnom resursu.
S obzirom na neizvesnost budućih sporazuma o nezavisnosti, kao što je npr. koliki bi udeo britanskog javnog duga nezavisna Škotska nasledila, u središtu pažnje našla su se i pitanja kreditnog rejtinga i stope zaduživanja nezavisne Škotske. Uprkos deficitima, Ujedinjeno Kraljevstvo je do kraja februara 2013. zadržalo "trostruki A" kreditni rejting, što je značilo da se zemlja može zaduživati po niskim stopama kako bi finansirala svoje dugove. "Fitch", jedna od vodećih agencija za kreditni rejting, u oktobru 2012. odbila je da iznese svoje mišljenje o tome kakav bi rejting imala Škotska, objasnivši da ne može dati tačnu procenu zato što bi stanje škotskih finansija u velikoj meri zavisilo od ishoda pregovora između Ujedinjenog Kraljevstva i Škotske o međusobnoj podeli imovine i dugova.
U 2013. Škotska je imala nižu stopu nezaposlenosti u odnosu na britanski prosek i niži fiskalni deficit nego ostatak zemlje. U odnosu na britanski prosek Škotska ima bolje rezultate u sticanju novih direktnih stranih investicija tokom 2012. i 2013. godine, premda lošije nego Vels ili Severna Irska.

#### Valuta
Drugo važno ekonomsko pitanje jeste pitanje valute koja bi se koristila u nezavisnoj Škotskoj. Glavne su opcije da se zadrži funta sterlinga, da se uvede posebna valuta ili da se prihvati evro.
Tokom 1990-ih i početkom prve decenije 21. veka stav SNP-a bio je da nezavisna Škotska treba da uvede euro kao svoju valutu. Pred početak referendumske kampanje SNP je promenio ovaj stav i počeo da tvrdi da Škotska treba da nastavi s upotrebom funte sterlinga. Predmet rasprave je i pitanje da li bi nezavisna Škotska morala da uvede euro ako bi želela da kao nezavisna država postane članica Evropske unije. Sve nove članice moraju se obavezati, kao preduslov za učlanjenje u EU, na to da će na kraju uvesti jedinstvenu evropsku valutu, pri čemu prethodno moraju prvo biti tokom dve godine uključeni u Evropski kursni mehanizam "(ERM II)". U dokumentu Škotska u Evropskoj uniji, objavljenom novembra 2013, škotska vlada tvrdi da, budući da se zemlje nisu obavezne učlaniti u ERM II, "EU nema nikakvo pravno sredstvo kojim bi primorala države članice da se povinuju preduslovima koji se moraju zadovoljiti pre no što članstvo u Evrozoni postane moguće". SNP takođe tvrdi da bi Škotska od Ujedinjenog Kraljevstva nasledila i pravo da ne učestvuje u nekim delovima pravnog sistema EU.
Škotska stranka zelenih izjavila je da ne treba odbaciti mogućnost da se funta sterlinga zadrži "kao privremeno prelazno rešenje", ali da škotska vlada treba da "zadrži sve opcije otvorenim u vezi s prelaskom na autonomnu valutu". Portparol Škotske socijalističke partije Colin Fox izjasnio se u prilog autonomne škotske valute i zonu sterlinga nazvao "neodrživom", ali je istovremeno rekao i da pitanje valute ne treba rešavati na referendumu, nego na prvim izborima za parlament nezavisne Škotske.
Ukoliko bi Škotska ušla u novčanu uniju s Ujedinjenim Kraljevstvom, škotska država bi u nekoj meri bila ograničena u vođenju fiskalne politike. Stručnjaci za bankarstvo tvrde da bi status Škotske kao "mlađeg partnera" u takvom sporazumu o zajedničkoj valuti moglo dovesti do "gubitka fiskalne autonomije za Škotsku". Dr Angus Armstrong iz Nacionalnog instituta za ekonomska i društvena istraživanja napisao je da će "nezavisna Škotska verovatno otkriti da su implicitna ograničenja ekonomske politike, posebno fiskalne, još restriktivnija nego eksplicitna ograničenja s kojima se suočava kao deo Ujedinjenog Kraljevstva".
Gavin McCrone, bivši glavni ekonomski savetnik britanskog Ministarstva za Škotsku, izjavio je: "Premda mislim da je za nezavisnu Škotsku razumno da zadrži sterling, makar u početku, to se na duži rok može pokazati teškim; a da bi dobila slobodu da definiše vlastitu politiku, Škotska bi možda morala da ima vlastitu valutu". Međutim, upozorio je da to može dovesti do preseljenja škotskih banaka u druge delove Ujedinjenog Kraljevstva.
Neki od vodećih političara u ostatku Ujedinjenog Kraljevstva izražavali su skepsu ili neprijateljstvo prema ideji o novčanoj uniji. George Osborne, britanski ministar finansija, rekao je da je malo verovatno da bi se Ujedinjeno Kraljevstvo složilo s takvim arangžmanom, jer bi to kompromitovalo suverenitet zemlje i izložilo je finansijskom riziku, dok je Ed Balls, laburistički ministar finansija u senci, rekao da su takvi planovi "ekonomski nerazumljivi" i da bi bili "nepovoljniji od onoga što danas imamo u celom Ujedinjenom Kraljevstvu". Sir John Major, bivši britanski premijer, takođe je odbacio ideju o novčanoj uniji, tvrdeći da bi to značilo da UK mora jamčiti za škotski dug.
Velški prvi ministar Carwyn Jones izjavio je bi tražio da se stavi "veto" na eventualnu novčanu uniju između Škotske i ostatka Ujedinjenog Kraljevstva, jer bi to bio "vrlo zbrkan sistem" i "recept za nestabilnost". Darling je rekao da bi glasači u ostatku Ujedinjenog Kraljevstva mogli odlučiti da ne žele novčanu uniju sa Škotskom i kritikovao je taj predlog kao deo "mantre" zagovornika nezavisnosti "da će se sve promeniti ali da se ništa neće promeniti". Jedno ispitivanje javnog mnjenja iz decembra 2013. pokatazo je da se 71% ispitanika u Engleskoj, Velsu i Severnoj Irskoj slaže s tvrdnjom da "ako se proglasi nezavisnost [...] Škotska i ostatak Ujedinjenog Kraljevstva treba da nastave da koriste funtu u okviru dogovorene zone sterlinga".
Levičarska škotska Fondacija Jimmyja Reida objavila je početkom 2013. jedan izveštaj u kome se zadržavanje funte naziva dobrom "prelaznom" merom, ali se preporučuje uvođenje autonomne škotske valute kako bi se "zaštitila" Škotska od "ekonomske nestabilnosti" Ujedinjenog Kraljevstva. U izveštaju se tvrdi da je britanska monetarna politika "žrtvovala produktivni ekonomski rast zarad stvaranja uslova koji odgovaraju finansijskim spekulacijama" i da bi autonomna valuta mogla zaštititi Škotsku od "onih najgorih".
Organizacija Yes Scotland tvrdi da bi od novčane unije korist imali i Škotska i ostatak Ujedinjenog Kraljevstva, budući da bi izvoz iz Škotske, uključujući severnomorsku naftu, značajno uvećao platni bilans, a time i ojačao kurs funte sterlinga. Međutim, profesor Charles Nolan sa Univeziteta u Glasgowu rekao je da bi uključivanje škotskog izvoza u brojke o platnom bilansu bilo od male važnosti, budući da funta ima plivajući devizni kurs. Izjavio je: "Verovatno sve što će se dogoditi ako ostatak UK-a izgubi te devizne prihode jeste pad funte, što će pak povećati izvoz i smanjiti uvoz dok se ponovo ne uspostavi ravnoteža".
U dokumentu Budućnost Škotske škotska vlada definisala je pet ključnih razloga zbog kojih smatra da bi novčana unija "bila u interesu i Škotske i Ujedinjenog Kraljevstva u periodu neposredno nakon proglašenja nezavisnosti":
1. Ujedinjeno Kraljevstvo je glavni trgovinski partner Škotske i na njega je 2011. otišlo dve trećine škotskog izvoza, dok je, prema brojkama koje je naveo Britanski trezor, Škotska drugi najveći trgovinski partner ostatka Ujedinjenog Kraljevstva, pri čemu je izvoz u Škotsku veći nego celokupan izvoz u Brazil, Južnu Afriku, Rusiju, Indiju, Kinu i Japan, kad se sve ove zemlje posmatraju zajedno.
2. Jasno je da postoje kompanije koje deluju u Škotskoj i drugim delovima UK-a uz komplikovane prekogranične lance snabdevanja.
3. Postoji visoki stupanj pokretljivosti radne snage, potpomognut saobraćajnom, kulturnom i jezičkom povezanošću.
4. Ekonomije Škotske i UK-a pokazuju dobre rezultate u ključnim merenjima jedne optimalne novčane unije, kao što su npr. slični stupnjevi produktivnosti.
5. Pokazatelji ekonomskih ciklusa ukazuju na relativno visok stupanj sinhronizovanosti u kratkoročnim ekonomskim trendovima, uprkos povremenim odstupanjima u nekim razdobljima.

#### Finansijski sektor
Britanski trezor objavio je 20. maja 2013. jedan izveštaj u kome se tvrdi da bi bankarski sistem u Škotskoj bio preveliki da bi mogao osigurati kompenzaciju ulagačima u slučaju propasti neke banke i da ne bi mogao lako garantovati uloge u bankama. U izveštaju se tvrdi i da bi škotske banke raspolagale aktivom u vrednosti od 1,254% BDP-a, što je više nego što je bio slučaj s Kiprom i Islandom pre nego što je ove zemlje zahvatila finansijska kriza. Prema navodima tog izveštaja, svaki od škotskih poreskih obveznika bio bi opterećen s 65.000 funti BDP-a potencijalnog duga u hipotetičkom slučaju neophodnosti da se spase bankarski sektor u Škotskoj, u poređenju s 30.000 funti BDP-a, koliko iznosi opterećenost dok je Škotska deo Ujedinjenog Kraljvstva.
Neki ekonomisti, npr. Andrew Hughes Hallett, profesor ekonomije na Univerzitetu St. Andrews, odbacili su ideju da bi Škotska morala da samostalno jamči za ta dugovanja. On je primetio da spašavanje banaka koje deluju u više zemalja može izvesti veći broj vlada. Na taj su način banku Fortis i banku Dexia zajedničkim snagama spasili Francuska, Belgija i Nizozemska. Na istoj su osnovi i Američke federalne rezerve, u saradnji s britanskom vladom, uputile hitnu pozajmicu Kraljevskoj banci Škotske i Škotskoj banci.

### Energija
Većina pitanja koja se tiču energetske politike nalaze se u domenu britanske vlade, iako kontrola nad pitanjima planiranja omogućuje škotskoj vladi da spreči izgradnju novih nuklearnih elektrana u Škotskoj. Pobornici nezavisnosti žele da zadrže jedinstveno energetsko tržište u Velikoj Britaniji i nakon proglašenja nezavisnosti, kako bi se zadržala stabilnost cena i održala logistička podrška za snabdevače. Protivnici nezavisnosti smatraju da bi nezavisnot ugrozila jedinstvo tržišta energije. Prema Euanu Phimisteru, profesoru ekonomije na Univerzitetu u Aberdeenu, i pored toga što bi nezavisnost uticala na odnos s Engleskom, u Engleskoj bi verovatno bi i dalje postojala potražnja za škotskom strujom, budući da predviđanja Kancelarije za tržište gasa i struje (OFGEM) kažu kako gotovo da i nema rezervnih kapaciteta. Drugi po veličini snabdevač energije u Ujedinjenom Kraljevstvu, SSE plc, veruje da bi se i nakon proglašenja nezavisnosti najverovatnije zadržalo jedinstveno tržište, iako bi to zahtevalo pregovore i moglo bi dovesti do nekih promena u postojećem sistemu.
Caroline Flint, laburistička članica britanskog parlamenta, rekla je da bi nezavisnost značila veću cenu energije u Škotskoj, budući da bi tamošnji potrošači morali izdvajati više novca za obnovljive izvore energije u Škotskoj, koji čine jednu trećinu u odnosu na celo Ujedinjeno Kraljevstvo. Euan Phimister smatra da bi se troškovi verovatno povećali širom Velike Britanije, jer projekti obnovljive energije i nove nuklearne elektrane u Engleskoj dobijaju veće subvencije nego elektrane koje će se uskoro zatvoriti zbog propisa o zaštiti životne sredine. Takođe je izjavio i da treba praviti razliku između postojećih i predloženih projekata obnovljive energije, budući da su postojeći projekti već isplaćeni, dok je za nove potrebno osigurati obećanje kupaca da će ih plaćati. Ed Davey, britanski državni skretar za energiju i klimatska pitanja, izjavio je da škotski proizvođači više ne bi imali pravo na britanske subvencije, što bi značilo veće račune za potrošače.

#### Nafta iz Severnog mora
Oko 90% britanskih naftnih platformi u Severnom moru nalaze se u škotskim teritorijalnim vodama. Prihodi od poreza koji se dobijaju od jedne naftne platforme ne idu u oblast koja joj je najbliža, nego se uzima da svi ti prihodi potiču od britanskog epikontinentalnog pojasa. Prihodi od severnomorske nafte koriste se za podršku tekućim rashodima, a ne za državnu štednju. Škotska nacionalna partija veruje da bi deo prihoda trebalo investirati u štednju osnivanjem suverenog naftnog fonda. Škotska vlada, pozivajući se na regulatora ovog polja, Oil and Gas UK, iznela je u dokumentu Budućnost Škotske svoju procenu da je za vađenje preostalo još oko 24 milijarde ekvivalenata naftnog barela (BOE). Sir Ian Wood, osnivač naftne kompanije Wood Group, izneo je u avgustu 2014. svoje uverenje da je preostalo još oko 15 do 16,5 milijardi BOE te da će se smanjena produktivnost početi osećati dpo 2030. godine. U septembru 2014. jedno istraživanje koje je sproveo portal Oil and Gas People sugerisalo je da postoje znatne rezerve nafte zapadno od Šetlandskih i Zapadnih ostrva. U tom je izveštaju izneseno predviđanje da će se ta oblast razviti u idućih deset godina zahvaljujući unapređenjima u tehnologiji bušenja, projektovanju opreme za bušenje i sistemima za premeravanje.

### Poljoprivreda
Škotski poljoprivrednici primili su 2013, kao državljani članice EU, 583 miliona funti na ime subvencija od Evropske unije u skladu sa evropskom poljoprivrednom politikom. Ove subvencije plaćaju se na godišnjem nivou britanskoj vladi, koja ih dalje raspoređuje devolviranim upravama, među njima i Škotskoj. Po poslednjem sporazumu o zajedničkoj poljoprivrednoj politici, britanski poljoprivrednici imaju pravu na dodatne konvergencijske doplate, budući da škotski poljoprivrednici u proseku primaju manje iznose po hektaru, uglavnom zbog brdsko-planinskog terena Škotske. Pobornici nezavisnosti stoga veruju da bi nezavisna Škotska dobijala još više poljoprivredne subvencije no danas. Protivnici nezavisnosti, pak, veruju da škotski poljoprivrednici imaju koristi od toga što Ujedinjeno Kraljevstvo kao jedna od najvećih zemalja EU ima i jedan od presudnih glasova u pregovorima o zajedničkoj poljoprivrednoj politici. Postavljaju i pitanje da li bi nezavisna Škotska odmah dobila pune subvencije od EU, s obzirom na to da su drugim novim članicama EU te subvencije tek postupno uvećavane do punog iznosa.

### Odbrana

#### Vojska
Škotska vlada se jula 2013. založila za to da nezavisna Škotska treba da raspolaže vojnim budžetom u iznosu od 2,5 milijardi funti godišnje. SNP smatra da je u prethodnih deset godina Škotska imala male izdatke za odbranu i da bi nezavisnost omogućila škotskoj vladi da to ispravi, pri čemu je tvrdila da je suficit između 2002. i 2012. iznosio "najmanje 7,4 milijardi funti". Britanska vlada je jula 2013. potvrdila da će, kao deo reorganizacije britanske vojske, sedam poligona Teritorijalne armije u Škotskoj biti zatvoreno, premda će istovremeno broj vojnih rezervista iz Škotske porasti s 2.300 na 3.700; SNP je izjavio da na Škotsku odlazi "neproporcionalno veliki deo u rezanju troškova odbrane". Planovi SNP-a vezani za vojsku nezavisne države uključuju 15.000 osoblja i obnavljanje istorijskih škotskih pukova.
Odbor za odbranu britanskog Doma komuna kritikovao je predloge SNP-a tvrdeći da je budžet od 2,5 milijardi funti previše malo. Što se tiče planova vezanih za vazdušnu odbranu, Odbor je izjavio: "Imajući u vidu izdatke vezane za nabavku aviona za protivvazdušnu odbranu različitih od onih s kojima danas funkcioniše Ujedinjeno Kraljevstvo, trenutno ne razumemo kako škotska vlada očekuje da, u okviru raspoloživog budžeta, organizuje kredibilnu vazdušnu odbranu, a kamoli da osigura dodatne transportne avione, rotokoptere i druge pomoćne letelice koje su potrebne svakom ratnom vazduhoplovstvu." Odbor je upozorio i na posledice nezavisnosti na vojnu industriju u Škotskoj: "Smatramo da bi se, u slučaju nezavisnosti, vojna industrija u Škotskoj suočila s neizvesnom budućnošću. Neposredne posledice odmah bi osetile one kompanije koje su uključene u brodogradnju, održavanje i visoku tehnologiju. Neke buduće škotske odbrambene snage ne bi garantovale dovoljno potražnje na domaćem tržištu koja bi nadoknadila gubitak unosnih ugovora s Ministarstvom odbrane Ujedinjenog Kraljevstva, a dodatne sigurnosne i birokratske prepreke verovatno bi smanjile konkuretnost u odnosu na kompanije bazirane u Ujedinjenom Kraljevstvu".
Kraljevski institut za odbranu sugerisao je oktobra 2012. da bi nezavisna Škotska mogla imati odbrambene snage koje bi se po veličini i snazi mogle uporediti s drugim manjim evropskim zemljama kao što su Danska, Norveška i Island, te da bi izdaci bili oko 1,8 milijardi funti, "značajno manje" od 3,3 mikijardi funti, koliko su tokom fikalne 2010/2011. godine škotski poreski obveznici platili u britanski vojni budžet. Ta je cifra bazirana na pretpostavci da bi se takve snage "prvenstveno koristile za zadatke u unutrašnjohj odbrani sa sposobnošću da doprinesu koalicijskim i savezičkim operacijama pod pokroviteljstvom organizacija u koje bi nezavisna Škotska bila učlanjena" te da stoga one "ne bi bile opremljene skupim i sofisticiranim vrstama oružja". Institut je istakao i da postoji potreba da nezavisna Škotska "postigne neki dogovor s ostatkom Ujedinjenog Kraljevstva" o prikupljanju obaveštajnih podataka i cyber-ratovanju, da bi budući izdaci za nabavku i održavanje vojne opreme mogli biti veći zbog malog opsega narudžbi, kao i da se regrutovanje i obuka "mogu pokzati problematičnim" u prvim godinama.
Jedan izveštaj koji je 2013. objavio think tank Škotski institut naveo je da bi neka buduća škotska vlada mogla odlučiti da izda u zakup mornaričku bazu Faslane ostatku Ujedinjenog Kraljevstva kako bi održala dobre diplomatske odnose i pospešila pregovore o članstvu u NATO-u. U izveštaju se istovremeno kritikuje odbrambena politika koju je predložio SNP zbog toga što potcenjuje troškove i napore potrebne za razvoj i pretvaranje nasleđene britanske vojne aktive u škotsku vojsku, kao i zbog toga što sadrži neke previde; na primer, u izveštaju se tvrdi da bi škotska vlada bazu svojih pomorskih snaga trebalo da smesti na istočnu obalu, da bi zaštitila naftne bušotine u Severnom moru, a ne u bazi Faslane.
Dorcha Lee, bivši pukovnik u irskoj vojsci, rekao je da bi Škotska mogla izbeći formiranje nove vojske bazirane na resursima nasleđenim od britanske vojske i umesto toga ustanoviti ograničene snage za samoodbranu "po ugledu na irski model", koje bi bile sposobne za učestvovanje u međunarodnim misijama za održavanje mira "sa nekih 1,100 osoba, uključujući jedan mehanizovani bataljon i druge elemente za podršku borbenim jedinicama"; zatim mornaricu "sposobnu za učesvovanje u [međunarodnim mirovnim misijama]", kao i vazduhoplovstvo s "helikopterima za transport osoblja" i "jednom logističkom letelicom, kao što je C130 Hercules". Profesor Malcolm Chalmers iz Kraljevskog instituta za odbranu tvrdio je da bi tako male odbrambene snage bile nekompatibilne sa zahtevima koje postavlja članstvo u NATO: "Škotska bi se mogla usredsrediti n rizike koje nesporedno prete njenoj teritoriji, dati jasno do znanja da nije zainteresovana za održavanje značajnog sistema za vođenje rata te srezati svoje vojne izdatke na nivo Irske. Međutim, tu opciju ne bi bilo lako prodati članicama NATO u škotskom susedstvu ― uključujući UK ― koje bi to mogle smatrati pokušajem da se osigura njihova zaštita bez vlastitih ulaganja" (an attempt to free-ride on their protection).

##### Nuklearno oružje
Britanski nuklarni raketni sistem Trident smešten je u depou oružja u Coulportu i u pomorskoj bazi Faslane u području Firth of Clyde. SNP se protivi prisustvu nuklearnog oružja na teritoriji Škotske. Salmond je izjavio da je "nezamislivo da bi jedna nezavisna država od 5.250.000 ljudi mogla trpeti dalje prisustvo oružja za masovno uništenje na svojoj teritoriji". Britanski vojni zvaničnici tvrde da ne postoji alternativna lokacija za te rakete. Na jednom seminaru koji je organizovala Karnegijeva fondacija za međunarodni mir rečeno je da bi Kraljevska ratna mornarica trebalo da razmotri čitav niz drugih opcija, uključujući i razoružanje. Ian Davidson, zastupnik u britanskom parlamentu, naveo je jedan britanski izveštaj Kampanje za nuklearno razoružanje koji je sugerisao da bi se bojeve glave mogle deaktivirati u roku od nekoliko dana i sigurno ukloniti za 24 meseca.

##### Članstvo u NATO
Na godišnjoj skupštini SNP-a održanoj oktobra 2012. delegati te partije odlučili su da napuste dugogodišnje principijelno protivljenje članstvu u NATO. Škotska partija zelenih i Škotska socijalistička partija, koje činie deo kampanje Yes Scotland u prilog nezavisnosti, i dalje se protive članstvu u NATO. John Finnie i Jean Urquhart, zastupnici u škotskom parlamentu, napustili su SNP zbog ove promene u politici stranke. Finnie je izjavio da "postoji sveopšta želja da se Škotska oslobodi nuklearnog oružja, a taj se cilj ne može ostvariti s članstvom u vojnom savezu koji je spreman da prvi sprovede nuklearni udar" te je pozvao Salmonda da objasni "kako se može ostvariti cilj da Škotska bude član NATO-a i da se oslobodi nuklearnog oružja". Kurt Volker, bivši stalni predstavnik SAD pri NATO, rekao je da bi se prema članstvu nezavisne Škotske u NATO verovatno gledalo s "mnogo naklonosti".
Stav škotske vlade da se nuklearno oružje Trident mora ukloniti iz Škotske, a da ona treba da postane članica NATO nazvale su kontradikcijom neke ličnosti, kao npr. Willie Rennie, vođa škotskih liberalnih demokrata, i Patrick Harvie, jedan od čelnika Škotske partije zelenih.
Lord Robertson, bivši generalni sekretar NATO, rekao je da NATO ima "centralnu ulogu u nuklearnim pitanjima" i da SNP treba ili da to prihvati ili da drži Škotsku van članstva u tom savezu. Profesor Malcolm Chalmers iz Kraljevskog instituta za odbranu rekao je da su "pragmatičari" iz SNP-a prihvatili činjenicu da bi članstvu u NATO verovatno značilo dugorčni sporazum o bazama koji bi omogućio Ujedinjenom Kraljevstvu da zadrži Trident kod Clydea.
S druge strane, Salmond je izjavio da bi bilo "sasvim izvodljivo" učlaniti se u NATO i istovremeno zadržati antinuklearni stav te da bi Škotska ostala u okviru NATO "samo uz dogovor da se u Škotskoj neće nalaziti nuklearno oružje i da će NATO nastaviti da poštuje pravo svojih članica da učestvuju samo u operacijama koje su odobrile Ujedinjene Nacije".

#### Obaveštajna delatnost
Allan Burnett, bivši čelnik službe za prikupljanje obaveštajnih podataka pri Policijskoj upravi Strathclyde, koji je do 2010. bio i škotski koordinator za antiterorizam, rekao je Sunday Heraldu da bi "nezavisna Škotska bila suočena s manjom pretnjom, ustanove za obaveštajni rad bile bi brzo formirane, a saveznici će ostati saveznici". Peter Jackson, profesor studija sigurnosti na Univerzitetu u Glasgowu poreklom iz Kanade, složio se da bi Specijalna služba policije mogla poslužiti kao jezgro eventualnog škotskog ekvivalenta britanske službe MI5, dok bi se kreiranje nekog ekvivalenta službe MI6 moglo preskočiti i umesto toga se "osloniti na objedinjene obaveštajne podatke ili na diplomatske otvorene izvore" kao Kanada ili nordijske zemlje. Baronesa Ramsay, zastupnica laburista u Domu lordova i bivša službenica MI6, rekla je da je pogled škotske vlade na obaveštajnu delatnost "izuzetno naivan" i da "stvari nikako nisu tako jednostavne kao što oni misle".

### Evropska unija

#### Status nezavisne Škotske u EU
SNP se zalaže za to da nezavisna Škotska s Evropskom unijom uspostavi odnos sličan onome koji danas postoji između Ujedinjenog Kraljevstva i EU. To podrazumeva puno članstvo uz neke izuzetke, kao što je izuzeće od obaveze da se prihvati euro. Nejasno je da li bi Škotska morala da podnese molbu za učlanjenje u EU i da li bi mogla zadržati pravo koje ima UK da ne učestvuje u nekim delovima pravnog sistema EU.
Španija bi mogla blokirati članstvo Škotske u EU zbog straha od posledica koje bi škotska nezavisnost mogla imati na Kataloniju i Baskiju, This was initially denied by the Spanish government, no u oktobru 2012. španski ministar inostranih poslova José Manuel García-Margallo izjavio je da bi Škotska morala da podnese molbu za članstvo kao svaka nova članica: "U hipotetičkom slučaju nezavisnosti, Škotska bi morala da stane u red i podnese molbu za članstvo, pri čemu dobijanje statuse zemlje kandidata zahteva saglasnost svih država članica [...] te da potpiše završni sporazum [o pristupanju]". U novembru 2013. španski premijer Mariano Rajoy izjavio je: u jednom intervjuu: "Znam zasigurno da bi oblast koja bi se odvojila od države članice Evropske unije ostala van Evropske unije i to je nešto treba da znaju i Škoti i drugi evropski građani". Takođe je izjavio da bi Škotska, po osamostaljenju, postala "treća zemlja" van EU, kojoj bi bila potrebna saglasnost svih 28 država da bi ponovo postala delom EU, ali i da on ne bi blokirao prijem nezavisne Škotske u članstvo.
Vođa škotskih konzervativaca Ruth Davidson rekla je da su Rajoyevi komentari "zadali ozbiljan udarac Salmondovoj teoriji o članstvu u EU" i da "moramo znati kakvu je savet SNP dobio pre no što su svoju pohabanu teoriju izneli u belom papiru", dok je Darling rekao: "Ovo je još jedan udarac tvrdnjama Alexa Salmonda da se ništa neće promeniti ako glasamo za samostalnost. Španski premijer je upravo objasnio da i se sve promenilo." Predstavnik za štampu Nicole Sturgeon reagovao je na komentare španskog premijera rekavši da je "Škotska već integralni deo EU i nigde u dokumentima EU nema ništa o tome što omogućava izbacivanje postojeće teritorije ili uklanjanje prava njenih stanovnika kao građana EU". Salmond je citirao pismo Maria Tenreira iz generalnog sekretarijata Evropske komisije u kojem se kaže: "Bilo bi, naravno, pravno moguće da se ponovo pregovara o situaciji s Ujedinjenim Kraljevstvom i Škotskom u EU. Dakako, to bi zahtevalo promenu sporazuma, što se može uraditi samo uz saglasnost svih država članica".
José Manuel Barroso, predsednik Evropsle komisije, sugerisao je da bi nezavisna Škotska morala da podnese molbu za članstvo, dok bi ostatak Ujedinjenog Kraljevstva i dalje bio član EU. Odgovarajući na pitanje iz odbora za ekonomiju Doma lordova, Barroso je izjavio: "Ako bi neki deo teritorije države članice prestao da bude delom te države zbog sticanja nezavisnosti, sporazumi ne bi važili za tu teritoriju. Drugim rečima, nova nezavisna država bi, činjenicom svoje nezavisnosti, postala treća zemlja u odnosu na EU i sporazumi više ne bi važili na njenoj teriotoriji". U intervjuu BBC-u rekao je i ovo: "Mi smo unija država, pa ako imamo jednu novu državu, ona naravno mora da podnese molbu za prijem i da o uslovima članstva pregovara s drugim državama članicama. S tačke gledišta Evropske unije, pravno se svakako radi o novoj državi. Ako neka zemlja postane nezavisna, to je nova država i mora da stupi u pregovore s EU".
U septembru 2013. potpredsednik Evropske komisije, Španac Joaquin Almunia, izjavio je da "ako jedan deo teritorije neke države članice odluči da se odvoji, taj odvojeni deo nije član Evropske unije", komentarišući pri tom situaciju u vezi s Katalonijom. Odgovarajući na dalja pitanja španskih medija, predstavnik za štampu Evropske komisije potvrdio je: "Scenariji kao što su otcepljenje jednog dela države članice ili stvaranje nove države, kao što smo već više puta rekli, ne bi prošli bez posledica po sporazume Evropske unije [...] Drugim rečima, nezavisna država, po sticanju nezavisnosti, postala bi treća zemlja prema EU i od dana proglašenja nezavisnosti sporazumi Evropske unije ne bi više važili".
Evropska komisija ponudila je da postojećoj državi članici pruži mišljenje o ovom pitanju, ali britanska vlada je potvrdila da neće tražiti to mišljenje jer ne želi da pre referenduma pregovara o uslovima nezavisnosti.
Profesor sir David Edward, bivši sudija Evropskog suda, smatra da bi institucije EU i države članice "imale obavezu da počnu pregovore pre nego što otcepljenje stupi na snagu, kako bi se definisao budući odnos u okviru EU između različitih delova bivšeg Ujedinjenog Kraljevstva i drugih država članica. Ishod tih pregovora, osim ako sasvim ne propadnu, bio bi amandman postojećih sporazuma, a ne nov sporazum o pristupanju.
Bivši irski premijer John Bruton rekao je kako veruje da bi za članstvo Škotske trebalo da svih 28 država članica ratifikuju nov pristupni ugovor. "Ako se neka oblast odvoji od postojeće države članice, ta oblast time prestaje da bude u članstvu EU. Ona bi morala da ispočetka podnese molbu za prijem, kao da nikad nije bila članica EU i kao da podnosi molbu prvi put".
U januaru 2013. irska ministra za evropska pitanja Lucinda Creighton izjavila je u intervjuu BBC-u da, "ako bi Škotska postala nezavisna, morala bi da podnese molbu za prijem u članstvo, a taj proces može potrajati". Creighton je kasnije pisala Nicoli Sturgeon kako bi razjasnila da je njeno gledište bilo "uglavnom na liniji gledišta škotske vlade" i da ona "svakako ni u jednom trenutnu nije sugerisala kako bi Škotska, mogla, trebala ili morala biti izbačena iz EU". Dodala je: "Mislim da je jasno kako bi nova nezavisna država morala (i imala bi pravo i svakako bi trebalo) da pregovara o uslovima svog članstva, jer bi ti uslovi nesumnjivo bili različiti od postojećih. Ja jesam rekla kako će za to trebati vreme, i verujem da hoće". Creighton se takođe složil s izjaviom Angusa Robertsona iz SNP-a, koji je rekao da bi "EU usvojila pojednostavljenu procedukru za pregovore, a ne uobičajenu proceduru koja se primenjuje za prijem država koje nisu članice" te da bi se pregovori mogli završiti u roku od dve godine, između održanog referenduma 2014. i planiranog proglašenja nezavisnosti 2016. Johann Lamont iz Škotske laburističke stranke kasnije je optužio škotsku vladu da je "zasula Creightonovu uvredama" zbog njenih prvobitnih komentara.
Bivši britanski premijer sir John Major takođe je sugerisao novembra 2013. da bi Škotska morala da podnese molbu za prijem u članstvo EU, no da bi to značilo da se mora prebroditi protivljenje separatistima koji postoje u mnogim državama članicama, posebno u Španiji: "Španija neizvesnost oko pitanja članstva u EU koristi kako bi odvratila Kataloniju čak i od održavanja referenduma o nezavisnosti", upozorio je. "Teško je verovati da bi olako pristala na učlanjenje Škotske. A Škotska neće biti usamljena u izržavanju nepoverenja prema separatističkim tendencijama".
Britanski ministar inostranih poslova William Hague rekao je u decembru 2013. da bi Škotska morala da podnese novu molbu za prijem u EU: "Vrlo je važno razumeti da, ako Škotska napusti Ujedinjeno Kraljevstvo, ona bi takođe napustila i organizacije čiji je Ujedinjeno Kraljevstvo član, uključujući Evropsku uniju".

#### Budući status UK u EU
Januara 2013. britanski premijer David Cameron obećao je u ime svoje Konzervativne stranke da će 2017. biti održan referendum o članstvu Ujedinjenog Kraljevstva u Evropskoj uniji ako konzervativci pobede na parlamentarnim izborima 2015, što je poruka za koju se smatra da je u značajnoj meri upućena sve većem broju pristalica Stranke za nezavisnost Ujedinjenog Kraljevstva (UKIP). Predlog zakona o tom referendumu već je usvojen u Domu komuna.
Organizacija Yes Scotland saopštila je da ta odluka izaziva "ekonomsku nesigurnost" za Škotsku. Christina McKelvie, zastupnica u škotskom parlamentu iz SNP, dodala je da to pokazuje "hipokriziju u srcu kampanje protiv nezavisnosti [...] Usvajanje ovog zakona u Westministeru otvara vrlo veliku mogućnost za to da se Škotska protiv svoje volje izvuče iz Evropske unije, ako sledeće godine prevagu odnese glas protiv. To bi bila katastrofa za Škotsku i sasvim jasno pokazuje zašto Štkotska mora preuzeti odgovornost za naš vlastiti odnos s našim evropskim susedima".
Kad se radi oodnosu prema EU, istraživanja pokazuju da postoje određene razlike između Škotske i ostatka Ujedinjenog Kraljevstva. Premda je jedina studija škotske vlade, bazirana na podacima prikupljenim između 1999. i 2005, pokazala da ljudi u Škotskoj "iskazuju uglavnom slične euroskeptične stavove kao i ljudu u celoj Britaniji", Ipsos MORI je februara 2013. saopštio da su glasači u Škotskoj rekli kako bi na referendumu glasali za ostanak u EU, "za razliku od podacima o stavovima u Engleskoj iz novembra 2012", gde bi većina odabrala povlačenje iz EU. Maja 2013. anketa koju je sproveo Panelbase pokazala je da, u slučaju hipotetičkog povlačenja UK iz EU, u Škotskoj raste podrška nezavisnosti.
Juna 2013. Guardian je saopštio da Laburistička stranka razmatra davanje podrške raspisivanju referenduma o članstvu u EU pre nego što se održe sledeći parlamentarni izboru u Britaniji. Kao odgovor na to SNP je ponovila svoje uverenje da "najveći izvor nesigurnosti za budućnost Škotske dolazi iz stranaka u Westminsteru koje su više zainteresovane za vlastite političke igre nego za odgovore na želje ljudi u Škotskoj".

#### Škotska u EU i UK van EU
Neki su komentatori sugerisali da bi izlazak Ujedinjenog Kraljevstva iz EU smanjilo razloge za nezavisnost Škotske, jer se slobodna trgovina, sloboda kretanja i nepostojanje graničnih kontrola s Ujedinjenim Kraljevstvom ne bi više automatski podrazumevali. Brian Ashcroft, profeson ekonomije na Univerzitetu u Strathclyde, kritikovao je tezu SNP-a da Škotska treba da ostane u EU i ako Ujedinjeno Kraljevstvo izabere da napusti tu organizaciju. "Škotski izvoz u ostatak Ujedinjenog Kraljevstva četiri puta je veći nego izvoz u EU (bez UK). Štaviše, važnost izvoza ostatka Ujedinjenog Kraljevstva u Škotsku sve je veća, dok udeo izvoza u EU opada... S obzirom na te podatke, čini se da bi bila izuzetno luda odvažnost ako bi neka škotska vlada rizikovala trgovačke, investicione i migracijske veze s ostatkom Ujedinjenog Kraljevstva ostajući u EU ako je Ujedinjeno Kraljevstvo napusti".
Dr Fabian Zuleeg iz nevladine organizacije European Policy Centre napisao je da bi se "Škotska suočila s teškim izborom ako UK izabere da izađe iz EU. Osnovno pitanje, koje dosad još nije iskušano, jeste može li jedna zemlja biti deo monetarne unije (sa obavezujućim fiskalnim obavezama) s monetom van EU i isotovremeno biti deo evropske ekonomske i monetarne unije (sa čvrstim okvirom za upravljanje ekonomskom i fiskalnom politikom), čak iako se ta zemlja, bar zasad, nalazi van evrozone. Teško je predvideti jedan takav aranžman, jer bi moglo doći do konflikta između dva različita sklopa pravila, što bi pak proizvelo pravnu nesigurnost. Ujedinjeno Kraljevstvo bi se suočilo s ograničenjima u pristupu jedinstvenom evropskom tržištu, pa bi i Škotska morala da ta ograničenja primeni na uvoz roba i usluga iz Engleske, čime bi škotsku ekonomiju opteretila potencijalno vrlo visokim troškovima.
Angus Roxburgh napisao je u Guardianu: Do sada radna je teza bila da bi i nezavisna Škotska i ostatak Ujedinjenog Kraljevstva ostali u EU [...] Umesto udobnog aranžmana s Engleskom, kakakv predviđa većina pristalica nezavisnosti (jedna Kraljica, jedna valuta, otvorene granice, "društvena unija"), zapravo može doći do toga da duž reke Tweed niknu pasoške kontrole i menjačnice novca. Škotska bi možda morala da stvori vlastitu valutu ili da prihvati evro. Mogućnost da Škotska bude odsečena od Engleske i da se nađe zakačena na vrlo dugačkom evropskom sidru mogla bi zabrinuti čak i tvrdokorna hrabra srca.

### Ujedinjene nacije
David Cameron je sugerisao da bi nezavisna Škotska bila "marginalizovana" u Ujedinjenim nacijama, gde je Ujedinjeno Kraljevstvo stalni član Saveta bezbednosti.
John Major je sugerisao da bi, u slučaju nezavisnosti Škotske, ostatak Ujedinjenog Kraljevstva mogao izgubiti svoje mesto stalnog člana Saveta bezbednosti UN.

### Socijalna politika
Pristalice nezavisnosti tvrdile su da će jedna od važnih dobrobiti nezavisnosti biti kontrola nad socijalnom politikom. Prema Institutu za fiskalne studije, nezavisnost bi "pružila mogućnost za radikalniju reformu, tako da sistem [socijalne politike] bolje odslikava gledišta škotskog naroda". Grupa Yes Scotland i zamenica prvog ministra Škotske, Nicola Sturgeon, tvrdili su da se održanje postojećeg sistema može garantovati jedino glasanjem za nezavisnost. Septembra 2013. Škotski savet za dobrovoljne organizacije, koja okuplja neprofitna humanitarna udruženja, pozvao je na uspostavljane zasebnog sistema socijalne politike u Škotskoj.
Novembra 2013. škotska vlada obećala je da će iskoristiti moć koju će joj doneti nezavisnost da ukine ključne elemente Zakona o socijalnom sistemu iz 2012, koji je donet i primenjen u celom Ujedinjemom Kraljevstvu uprkos protivljenju većine zastupnika iz Škotske. Takođe je obećala da će ukinuti koncept "univerzalnog kredita" i tzv. porez na spavaću sobu (odnosno, smanjenje socijalnih davanja za one s "viškom" stambenog prostora u socijalnim stanovima). Škotska nacionalna partija kritikovala je Rachel Reeves, ministarsku laburističke vlade u senci zaduženu za rad i penzije, jer je izjavila da će iduća britanska vlada koju budu vodili laburisti biti još i stroža od Cameronove vlade u pogledu socijalnih davanja.
Januara 2012. izvori bliski britanskom premijeru rekli su listu Scotsman da se "jedinstveni porezni i socijalni sistem nalazi u samom središtu jedne jedinstvene zemlje" i da ta ovlašćenja ne mogu biti delegirana Škotskoj nakon referenduma, premda je Michael Moore iz Liberalno-demokratske stranke u avgustu 2013. rekao da "treba raspravljati" i o delegiranju nekih delova budžeta za socijalna davanja. Laburista Jim Murphy, bivši državni sekretar za Škotsku, tvrdio je da se "snažno zalaže" za delegiranje škotskom parlamentu ovlašćenja koja se tiču socijalnih davanja, ali je i upozorio da bi nezavisnost bila remetilački faktor i da ne bi bila korisna. Komisija za devoluciju škotskih laburista preporučila je u martu 2014. da neke aspekte socijalne politike, kao što su stambena davanja i sledovanja za invalidnost, treba preneti na škotski parlament.

### Penzioni sistem
Britanskim penzionim sistemom upravlja britanska vlada, pri čemu se svakoj osobi kvalifikovanoj za državnu penziju u 2013/2014. godini isplaćivalo 113,10 funti. Što se tiče muškaraca, za državnu penziju kvalifikuju se oni koji su napunili 65 godina života, no taj će se prag 2020. podići na 66 godina, do 2028. na 67 godina života. Prema istraživanju Nacionalnog insitutita za ekonomska i socijalna istraživanja, nezavisna Škotska mogla bi odložiti podizanje tog praga, i to zahvaljujući manjem životnom veku u Škotskoj. U belom papiru Budućnost Škotske pobornici nezavisnosti obećale su da će državnu penziju zadržati na sličnom nivou koji postoji u Ujedinjenom Kraljevstvu.
Bivši britanski premijer Gordon Brown rekao je u aprilu 2014. da udeo troškova za penzije u Škotskoj prevazilazi prosek penzija u javnom sektoru i zaključio da se te penzije mogu štiti raspodelom rizika i izvora u okviru Ujedinjenog Kraljevstva. Steve Webb, ministar u britanskoj vladi zadužen za penzioni sistem, izjavio je u maju 2014. da će Škoti zadržati sadašnji nivo državne penzije i nakon nezavisnosti jer su pravo na penziju stekli u okviru postojećeg sistema. Webb je rekao i da bi se britanska vlada i vlada nezavisne Škotske morale dogovoriti o načinu isplate tih penzija.
Što se tiče privatnih penzionih sistema, u jednom izveštaju Instituta ovlaštenih računovođa Škotske izražena je zabrinutost zbog toga što škotska vlada nema nikakvih planova da se pozabavi pravilima EU koja mogu uticati na finansiranje prekograničnih sistema socijalnih davanja. Evropska komisija odlučila je u martu 2014. da ne olabavi ta pravila, prema kojima teret finansiranja prekograničnih sistema socijalnih davanja u potpunosti mora padati na dotične države članice.

### Zdravstvo
Pitanje zdravstvene zaštite delegirano je škotskom parlamentu još kad je osnovan 199. godine. Škotska vlada uspostavila je politiku zdravstvene zaštite koja se razlikuje od one u Engleskoj, pa je tako, na primer, ukinula participaciju za lekove na recept i za brigu o starim osobama. Nacionalna zdravstvena služba u Škotskoj (NHS Scotland) operativno je nezavisna od te službe u ostatku Ujedinjenog Kraljevstva još od njenog osnivanja 1948. godine. Pristalice nezavisnosti tvrde da će bez nezavisnosti Škotske smanjivanje budžeta za zdravstvenu službu u Engleskoj dovesti i do smanjenog finansiranja za Škotsku, što bi otežalo održavanje zdravstvenih usluga na sadašnjem nivou. Harry Burns, bivši glavni medicinski savetnik za Škotsku, izrazio je u julu 2014. svoje uverenje da bi nezavisnost mogla bila korisna za javno zdravlje jer bi ljudima mogla osigurati veći stepen kontrole nad vlastitim životima.
Maja 2014. oko stotinu radnika u zdravstvu, uključujući hirurge, specijaliste, lekare opšte medicine, farmaceute, zubare i bolničke radnike, priključilo se grupi "Zdravstvo kaže 'Da'" (NHS for Yes), koja se zalaže za nezavisnost Škotske. Jedan od osnivača te grupe rekao je da zdravstvena služba u Škotskoj predstavlja "svetli primer škotske samouprave koji je jasno bolji od vlade u Westimsteru" i dodao da bi nezavisnost "zaštitila [zdravstvenu službu u Škotskoj] od budućih finansijskih rezova u Wesminsteru".
Protivnici nezavisnosti kažu da jedinstveno Ujedinjeno Kraljevstvo omogućuje Škotima pristup specijalističkim pregledima i lečenju u drugim delovima Kraljevstva. Nacionalna zdravstvena služba u Škotskoj trenutno ima recipročne aranžmane sa zdravstvenim službama u drugim delovima Ujedinjenog Kraljevstva o uzajamnoj dostupnosti specijalističkih pregleda i tretmana. Unionistička grupa pod nazivom "Glasajte protiv granica" (Vote No Borders) objavila je oglas u kome je tvrdila da će nezavisnost otežati Škotima pristup bolnici "Great Ormond Street Hospital" u Londonu, koja je specijalizovana za lečenje dece. Taj je oglas povučen nakon što se ova bolnica požalila da nije bila konsultovana o njemu te je izdala saopštenje u kome se kaže da ona ima recipročne aranžmane o lečenju s velikim brojem zemalja..

### Granice i imigracija
Ujedinjeno Kraljevstvo uživa neka izuzeća od pravila Evropske unije. Jedno od njih je neučestvovanje u Šengenskom prostoru, što znači da u Ujedinjenom Kraljevstvu postoji puna pasoška kontrola za putnike iz drugih zemalja EU, osim Irske, koja s Ujedinjenim Kraljevstvom čini tzv. Zajedničku putničku zonu. Škotska je vlada sugerisala da bi i nezavisna Škotska ostala izvan Šengenskog prostora i priključil se Zajedničkoj putničkoj zoni, što bi osiguralo da na englesko-škotskoj granici ne bude pasoške kontrole. Nicola Sturgeon rekla je da bi nezavisna Škotska stupila u pregovore s EU o istim viznim aranžmanima koji postoje za Ujedinjeno Kraljevstvo. U maju 2014. David Martin, poslanik laburista u Evropskom parlament, izrazio je za Sunday Herald svoje uverenje da "EU ne bi primoravala [Škotsku] da se priključi Šengenu".
Alistair Carmichael, britanski državni sekretar za Škotsku, rekao je u januaru 2014. da ima smisla da se Škotska priključi Zajedničkoj putničkoj zoni, ali i da to znači da bi ona morala da ima imigraciona pravila slična pravilima koja postoje u ostatku Ujedinjenog Kraljevstva. Taj je stav podržala i Theresa May, britanska ministarka unutrašnjih poslova, koja je u martu 2014. izjavila da bi se morale uvesti pasoške kontrole u slučaju da Škotska počne da sprovodi labaviju imigracionu politiku. Richard Bacon, konzervativni član parlamenta za South Norfolk, rekao je da "nema razloga" za uvođenje graničnih kontrola.

### Nauka
Willie Rennie, vođa škotskih liberal-demokrata, sugesrisao je bi nezavisnošću škotski univerziteti izgubili 210 miliona funti za istraživanja. Rennie je tvrdio da "se ne možemo baviti svim ovim novim istraživačkim aktivnostima bez dodatnih sredstava koja dobijamo s druge strane granice". Michael Russell, sekretar za obrazovanje u škotskoj vladi, odgovorio je tvrdnjom da škotski univerziteti imaju "svetsku reputaciju" koja će nastaviti da privlači investicije i posle nezavisnosti: "Samo ove [2011] godine investiramo 289 miliona funti u istraživanja i razmenu znanja putem Škotskog saveta za finansiranje (Scottish Funding Council). Očekuje se da će to proizvesti dodatnih 500 miliona funti od Istraživačkih saveta, Evrope, dobrotvornih organizacija i poslovnih kompanija.".
Prema podacima Instituta za politiku u visokom obrazovanju (Higher Education Policy Institute), akademske 2009/2010. godine škotski su univerziteti dobili 14,7% novca koji je na raspolaganju imao Britanski savet za istraživanja. Dr Alan Trench iz University College London rekao je da je taj nivo finansiranja od Britanskih istraživačkih saveta "izuzetno neproporcionalan" i da nakon nezavisnosti škotske ustanove neće više imati pristup tom novcu. Jedan predstavnik škotske vlade izjavio je da "Škotska u privlačenju fondacija ima iza sebe uspeh bez premca, što odslikava izuzetnost i svetsku reputaciju naših univerziteta, i to će se nastaviti i nakon nezavisnosti".
Septembra 2013. rektor Univerziteta u Aberdeednu rekao je bi škotski univerziteti i dalje imali pristup britanskim fondovima za istraživanja za neke od "jedinstvenih oblasti istraživanja", koje se tiču obe zemlje. Rekao je: "Nema spora – ako je to ono što se želelo. Ne vidim da bi bilo u interesu bilo koga u ostatku Ujedinjenog Kraljevstva da isključi Škotsku iz saradnje. Mora se slobodno i lako sarađivati širom Ujedinjenog Kraljevstva. Znanje ne poznaje državne granice. Čini mi se da bi se to moglo postići relativno lako".
Professor David Bell, professor ekonomije na Univerzitetu u Stirlingu, rekao je da bi se prekogranična saradnja mogla nastaviti, no škotski bi univerziteti ipak mogli izgubiti finansijsku prednost.
Institut za fiziku u Škotskoj upozorio je da će pristup renomiranim svetskim centrima, kao što su CERN-ov Veliki hadronski sudarač, Evropska svemirska agencija i Evropska južna opservatorija, možda zahtevati da škotska vlada uđe u nove pregovore. Rečeno je i da bi nezavisna Škotska morala da razmotri i kako da zadrži sredstva koja stižu od uticajnih britanskih fondacija, kao što su Wellcome Trust i Leverhulme Trust, kao i da postoji "značajna neizvesnost" oko toga kako će međunarodne kompanije koje deluju u Škotskoj gledati na njenu nezavisnost.

### Sport
Izneta je i teza da bi Komonveltske igre 2014, koje se održavaju u Glasgowu dva meseca pre referenduma, mogle biti upotrebljene za reklamiranje Škotske; premda je SNP negirao i kritikovao bilo kakvo povezivanje ovih igara s referendumom, Scott Stevenson, sportski direktor Kanadske asocijacije za Komonveltske igre uporedio je kanadsko iskustvo s kvebečkim nacionalizmom rekavši: "Priličan sam optimista da će postojati veće interesovanje za igre u Glasgowu nego za neke druge nedavne igre. Pitao sam na sastancima kakvu ulogu možemo očekivati da će imati politička pitanja i [zatražio] da politika ne bude deo igara. Sportisti žele doći i takmičiti se, neometani politikom".
Ovo se videlo na Komonveltskim igrama 1986. u Edinburgu, kad je Škotska prošli put bila domaćin, koje je većina zemalja bojkotovala zbog britanske podrške Južnoj Africi u trenutku kad je veliki deo država sprovodio sportski bojkot Južne Afrike.
Slično tome, tokom Letnjih olimpijskih igara 2012. Salmond je rekao da je to poslednji put da Škotska nastupa ka deo Velike Britanije na Olimpijadi pre no što nastupi kao nezavisna zemlja na Letnjim olimpijskim igrama 2016. Craig Reedie, predstavnik Međunarodnog olimpijskog komiteta izneo je mišljenje da bi škotski sportisti i 2016. predstavljali Veliku Britaniju, s obzirom da do međunarodnoj priznanja nezavisne Škotske ne bi došlo odmah nakon referenduma. Postavio je i pitanje da li bi nezavisna Škotska mogla da održi izdvajanja za sport u istoj meri kao Velika Britanija. Gordon Brown, bivši britanski premijer i sam Škot, ukazao je na broj medalja koje je osvojila Velika Britanija 2012. i rekao da to pokazuje uspeh unije.
Sir Chris Hoy izneo je mišljenje maja 2013. da će škotskim sportistima "biti potrebno vreme" da se "naviknu na novo okruženje za trening", čime je nagovestio da se uspeh škotskih sportista u okviru britanske ekipe ne mora automatski preslikati u uspešan olimpijski tim nezavisne Škotske. Rekao je da je morao trenirati u Manchesteru, jer u Škotskoj nije bilo uslova, te da bi nezavisna Škotska morala da se pozabavi nedostatkom neophodne infrastrukture za treniranje.

### Zapadna, Šetlandska i Orkneyska ostrva
Mogućnost proglašenja nezavisnosti Škotske izazvala je pitanja o budućnosti Orkneyskih, Šetlandskih i Zapadnih ostrva. Jedan predstavnik SNP-a je 2012. izjavio da u slučaju nezavisnosti Škotske Orkney i Shetland mogu ostati u okviru Ujedinjenog Kraljevstva ako je njihova "želja za samoopredeljenjem" dovoljno snažna.
Političari su na ovim ostrvima govorili o škotskom referendumu kao o najvažnijem događaju u političkoj istoriji ostrva "od osnivanja ostrvskih veća 1975". Angus Campbell, vođa Zapadnih ostrva, rekao je da tekuća ustavna rasprava "nudi mogućnost da tri ostrvska veća osiguraju da naše zajednice dobiju više moći za donošenje odluka koje će biti od koristi privredi i životima onih koji žive na ostrvima".
Na jednom sastanku ostrvskih veća 2013. vođe ove tri teritorije razgovarali su o budućnosti ostrva u slučaju nezavisnosti Škotske, uključujući i to da li bi ostrva mogla tražiti i dobiti autonomiju u okviru bilo Škotske bilo Ujedinjenog Kraljevstva. Među predloženim scenarijima bili su status Krunskog poseda i samouprava po uzoru na Farska ostrva, u asocijaciji bilo sa Škotskom bilo sa Ujedinjenim Kraljevstvom. Steven Heddle, vođa orkneyskog veća, rekao je da je status Krunskog poseda najmanje poželjan, jer bi doveo u pitanje fondove iz Evropske unije, od kojih zavise lokalni poljoprivrednici.
U proleće 2013. anketa koju je naručio škotski list The Press and Journal pokazala je da samo 8% ljudi na Shetlandskim i Orkneyskim ostrvima podržava ideju da ta ostrva postanu nezavisna država, dok je 82% bilo protiv, a 10% neodlučno.
Škotska vlada je jula 2013. izdala Lervičku deklaraciju, u kojoj je iskazala zainteresovanost za devoluciju moći ostrvima u sastavu Škotske. Do novembra 2013. škotska se vlada na sastanku s vođama ostrvskih veća obavezala da će pristupiti daljoj devoluciji ovlašćenja Orkneyskim, Shetlandskim i Zapadnim ostrvima u slučaju nezavisnosti. Steven Heddle, predsedavajući Orkneyskog ostrvskog veća, pozvao je na usvajanje zakona kojim bi se omogućila devolucija, bez obzira na ishod referenduma.
Alasdair Allan, zastupnik u škotskom parlamentu za Zapadna ostrva, rekao je da nezavisnost može imati pozitivan učinak na ostrva, jer bi "seljaci i poljoprivrednici mogli očekivati značajan podstrek u razvoju poljoprivrede i sela kroz Zajedničku poljoprivrednu politiku ako Škotska postane nezavisna država članica EU".

## Ispitivanja javnog mnjenja

### Ankete s dve opcije

#### 2014.
| 15‒17. septembar  | Panelbase Архивирано на веб-сајту (24. септембар 2014)                                                                                | 1.004 | 45% | 50% | 5% | 5% | | |
| 15‒17. septembar  | YouGov/The Sun | 3.237 | 45% | 49% | 6% | 4% | | |
| 15‒16. septembar  | Ipsos MORI/STV | 1.373 | 47% | 49% | 5% | 2% | | |
| 12‒16. septembar  | ICM/The Scotsman | 1.175 | 41% | 45% | 14% | 4% | | |
| 12‒16. septembar  | Survation/Daily Mail | 1.000 | 44% | 48% | 8% | 4% | | |
| 12‒15. septembar  | Opinium/Telegraph | 1.156 | 43% | 47% | 8% | 4% | | |
| 10‒12. septembar  | Survation/Better Together | 1,044 | 42% | 49% | 9% | 7% | | |
| 9‒12. septembar   | Panelbase/Sunday Times Архивирано на веб-сајту (15. септембар 2014)                                                                   | 1.014 | 46% | 47% | 7% | 1% | | |
| 11. septembar     | Održana debata Scotland Decides: The Big, Big Debate                                                                                  | Održana debata Scotland Decides: The Big, Big Debate                                                                                  | Održana debata Scotland Decides: The Big, Big Debate                                                                                  | Održana debata Scotland Decides: The Big, Big Debate                                                                                  | Održana debata Scotland Decides: The Big, Big Debate                                                                                  | Održana debata Scotland Decides: The Big, Big Debate                                                                                  | Održana debata Scotland Decides: The Big, Big Debate                                                                                  | Održana debata Scotland Decides: The Big, Big Debate                                                                                  |
| 10‒11. septembar  | ICM/Sunday Telegraph | 705 | 49% | 42% | 9% | 7% | | |
| 9‒11. septembar   | Opinium/Observer | 1.055 | 43% | 47% | 10% | 4% | | |
| 9‒11. septembar   | ICM/Guardian | 1.000 | 40% | 42% | 17% | 2% | | |
| 9‒11. septembar   | YouGov/The Times/The Sun | 1.268 | 45% | 50% | 5% | 4% | | |
| 5‒9. septembar    | Survation/Daily Record | 1.000 | 42% | 48% | 10% | 6% | | |
| 2‒5. septembar    | YouGov/The Sunday Times | 1.084 | 47% | 45% | 7% | 2% | | |
| 2‒4. septembar    | Panelbase/Yes Scotland Архивирано на веб-сајту (8. септембар 2014)                                                                    | 1.042 | 44% | 48% | 8% | 4% | | |
| 27. avg.‒4. sep.  | TNS-BMRB Архивирано на веб-сајту (8. септембар 2014)                                                                                  | 990 | 38% | 39% | 23% | 1% | | |
| 28. avg.‒1. sep.  | YouGov/The Times/The Sun | 1.063 | 42% | 48% | 10% | 6% | | |
| 26‒28. avgust     | Survation/Scottish Daily Mail | 1.001 | 41% | 47% | 12% | 6% | | |
| 25. avgust        | Održana druga javna debata Salmonda i Darlinga                                                                                        | Održana druga javna debata Salmonda i Darlinga                                                                                        | Održana druga javna debata Salmonda i Darlinga                                                                                        | Održana druga javna debata Salmonda i Darlinga                                                                                        | Održana druga javna debata Salmonda i Darlinga                                                                                        | Održana druga javna debata Salmonda i Darlinga                                                                                        | Održana druga javna debata Salmonda i Darlinga                                                                                        | Održana druga javna debata Salmonda i Darlinga                                                                                        |
| 12‒15. avgust     | YouGov/The Times | 1.085 | 38% | 51% | 11% | 13% | | |
| 12‒15. avgust     | Panelbase/Yes Scotland Архивирано на веб-сајту (19. август 2014)                                                                      | 1.026 | 42% | 46% | 12% | 4% | | |
| 11–14 Aug         | ICM/Scotland on Sunday | 1,005 | 38% | 47% | 14% | 9% | | |
| 6‒7. avgust       | Survation/Scottish Daily Mail | 1.010 | 37% | 50% | 13% | 13% | | |
| 4‒7. avgust       | YouGov/The Sun | 1.142 | 35% | 55% | 10% | 20% | | |
| 23. jul‒7. avgust | TNS BMRB Архивирано на веб-сајту (14. август 2014)                                                                                    | 1.003 | 32% | 45% | 23% | 13% | | |
| 5. avgust         | Održana prva javna debata Salmonda i Darlinga                                                                                         | Održana prva javna debata Salmonda i Darlinga                                                                                         | Održana prva javna debata Salmonda i Darlinga                                                                                         | Održana prva javna debata Salmonda i Darlinga                                                                                         | Održana prva javna debata Salmonda i Darlinga                                                                                         | Održana prva javna debata Salmonda i Darlinga                                                                                         | Održana prva javna debata Salmonda i Darlinga                                                                                         | Održana prva javna debata Salmonda i Darlinga                                                                                         |
| 28. jul–3. avgust | Ipsos MORI/STV | 1.006 | 40% | 54% | 7% | 14% | | |
| 30. jul‒1. avgust | Survation/Mail on Sunday | 1.000 | 40% | 46% | 14% | 6% | | |
| 16‒22. jul        | Panelbase/Sunday Times Архивирано на веб-сајту (10. август 2014)                                                                      | 1.041 | 41% | 48% | 11% | 7% | | |
| 7‒11. jul         | ICM/Scotland on Sunday | 1.002 | 34% | 45% | 21% | 11% | | |
| 25. jun‒9. jul    | TNS BMRB Архивирано на веб-сајту (28. јул 2014)                                                                                       | 995 | 32% | 41% | 27% | 9% | | |
| 4‒8. jul          | Survation/Daily Record | 1.013 | 41% | 46% | 13% | 5% | | |
| 25‒29. jun        | YouGov/The Times | 1.206 | 35% | 54% | 12% | 19% | | |
| 10‒23. jun        | TNS BMRB/Scotland September 18 | 1.004 | 32% | 46% | 22% | 14% | | |
| 16. jun           | Objavljen konsultativni papir o nacrtu zakona o nezavisnosti Škotske                                                                  | Objavljen konsultativni papir o nacrtu zakona o nezavisnosti Škotske                                                                  | Objavljen konsultativni papir o nacrtu zakona o nezavisnosti Škotske                                                                  | Objavljen konsultativni papir o nacrtu zakona o nezavisnosti Škotske                                                                  | Objavljen konsultativni papir o nacrtu zakona o nezavisnosti Škotske                                                                  | Objavljen konsultativni papir o nacrtu zakona o nezavisnosti Škotske                                                                  | Objavljen konsultativni papir o nacrtu zakona o nezavisnosti Škotske                                                                  | Objavljen konsultativni papir o nacrtu zakona o nezavisnosti Škotske                                                                  |
| 12‒16. jun        | YouGov/Sun | 1.039 | 36% | 53% | 11% | 17% | | |
| 9‒12. jun         | ICM/Scotland on Sunday | 1.002 | 36% | 43% | 21% | 7% | | |
| 9‒11. jun         | Panelbase/Yes Scotland Архивирано на веб-сајту (14. јул 2014)                                                                         | 1.060 | 43% | 46% | 12% | 3% | | |
| 6‒10. jun         | Survation/Daily Record | 1.004 | 39% | 44% | 17% | 5% | | |
| 2. jun            | Konzervativci Škotske objavili Strathclyde Commission Report                                                                          | Konzervativci Škotske objavili Strathclyde Commission Report                                                                          | Konzervativci Škotske objavili Strathclyde Commission Report                                                                          | Konzervativci Škotske objavili Strathclyde Commission Report                                                                          | Konzervativci Škotske objavili Strathclyde Commission Report                                                                          | Konzervativci Škotske objavili Strathclyde Commission Report                                                                          | Konzervativci Škotske objavili Strathclyde Commission Report                                                                          | Konzervativci Škotske objavili Strathclyde Commission Report                                                                          |
| 2. maj ‒ 1. jun   | Ipsos MORI/STV | 1.003 | 36% | 54% | 10% | 18% | | |
| 30. maj           | Početak zvanične kampanje | Početak zvanične kampanje | Početak zvanične kampanje | Početak zvanične kampanje | Početak zvanične kampanje | Početak zvanične kampanje | Početak zvanične kampanje | Početak zvanične kampanje |
| 21‒28. maj        | TNS BMRB Архивирано на веб-сајту (24. септембар 2014)                                                                                 | 1.011 | 30% | 42% | 28% | 12% | | |
| 12‒15. maj        | ICM/Scotland on Sunday | 1.003 | 34% | 46% | 20% | 12% | | |
| 8‒14. maj         | Panelbase/Sunday Times Архивирано на веб-сајту (30. јун 2014)                                                                         | 1.046 | 40% | 47% | 13% | 7% | | |
| 9–12. maj         | Survation/Daily Record | 1.003 | 37% | 47% | 17% | 10% | | |
| 23 april – 2. maj | TNS BMRB Архивирано на веб-сајту (8. јул 2014)                                                                                        | 996 | 30% | 42% | 28% | 12% | | |
| 25–28. april      | YouGov/Channel 4 | 1.208 | 37% | 51% | 12% | 14% | | |
| 14–16. april      | ICM/Scotland on Sunday | 1.004 | 39% | 42% | 19% | 3% | | |
| 11–15. april      | Survation/Sunday Post | 1.001 | 38% | 46% | 16% | 8% | | |
| 4–9. april        | Panelbase/YesScotland | 1.024 | 40% | 45% | 15% | 5% | | |
| 4–7. april        | Survation/Daily Record | 1.002 | 37% | 47% | 16% | 10% | | |
| 28. mart–4. april | Panelbase/Wings Over Scotland Архивирано на веб-сајту (7. април 2014)                                                                 | 1.025 | 41% | 46% | 14% | 5% | | |
| 20–24. mart       | YouGov/Times | 1.072 | 37% | 52% | 11% | 15% | | |
| 17–21. mart       | ICM/Scotland on Sunday | 1.010 | 39% | 46% | 15% | 7% | | |
| 18. mart          | Objavljen Izveštaj Odbora za devoluciju Škotskih laburista (језик: енглески)                                                          | Objavljen Izveštaj Odbora za devoluciju Škotskih laburista (језик: енглески)                                                          | Objavljen Izveštaj Odbora za devoluciju Škotskih laburista (језик: енглески)                                                          | Objavljen Izveštaj Odbora za devoluciju Škotskih laburista (језик: енглески)                                                          | Objavljen Izveštaj Odbora za devoluciju Škotskih laburista (језик: енглески)                                                          | Objavljen Izveštaj Odbora za devoluciju Škotskih laburista (језик: енглески)                                                          | Objavljen Izveštaj Odbora za devoluciju Škotskih laburista (језик: енглески)                                                          | Objavljen Izveštaj Odbora za devoluciju Škotskih laburista (језик: енглески)                                                          |
| 7–14. mart        | Panelbase/Newsnet Scotland Архивирано на веб-сајту (27. март 2014)                                                                    | 1.036 | 40% | 45% | 15% | 5% | | |
| 12. mart          | Objavljen Izveštaj škotske vlade o prihodima i rashodima za 2012–2013. Архивирано на веб-сајту (22. септембар 2014) (језик: енглески) | Objavljen Izveštaj škotske vlade o prihodima i rashodima za 2012–2013. Архивирано на веб-сајту (22. септембар 2014) (језик: енглески) | Objavljen Izveštaj škotske vlade o prihodima i rashodima za 2012–2013. Архивирано на веб-сајту (22. септембар 2014) (језик: енглески) | Objavljen Izveštaj škotske vlade o prihodima i rashodima za 2012–2013. Архивирано на веб-сајту (22. септембар 2014) (језик: енглески) | Objavljen Izveštaj škotske vlade o prihodima i rashodima za 2012–2013. Архивирано на веб-сајту (22. септембар 2014) (језик: енглески) | Objavljen Izveštaj škotske vlade o prihodima i rashodima za 2012–2013. Архивирано на веб-сајту (22. септембар 2014) (језик: енглески) | Objavljen Izveštaj škotske vlade o prihodima i rashodima za 2012–2013. Архивирано на веб-сајту (22. септембар 2014) (језик: енглески) | Objavljen Izveštaj škotske vlade o prihodima i rashodima za 2012–2013. Архивирано на веб-сајту (22. септембар 2014) (језик: енглески) |
| 6–7. mart         | Survation/Daily Record/Better Nation                                                                                                  | 1.002 | 39% | 48% | 13% | 9% | | |
| 24–28. februar    | YouGov/Scottish Sun | 1.200 | 35% | 53% | 12% | 18% | | |
| 20–25. februar    | Ipsos/MORI | 1.001 | 29% | 55% | 16% | 26% | | |
| 18–21. februar    | Panelbase/Scottish National Party Архивирано на веб-сајту (27. март 2014)                                                             | 1.022 | 37% | 47% | 16% | 10% | | |
| 17–21. februar    | ICM/Scotland on Sunday | 1.004 | 37% | 49% | 14% | 12% | | |
| 17–18. februar    | Survation/Mail on Sunday | 1.005 | 38% | 47% | 16% | 9% | | |
| 13. februar       | Govor britanskog ministra finansija o nemogućnosti monetarne unije (језик: енглески)                                                  | Govor britanskog ministra finansija o nemogućnosti monetarne unije (језик: енглески)                                                  | Govor britanskog ministra finansija o nemogućnosti monetarne unije (језик: енглески)                                                  | Govor britanskog ministra finansija o nemogućnosti monetarne unije (језик: енглески)                                                  | Govor britanskog ministra finansija o nemogućnosti monetarne unije (језик: енглески)                                                  | Govor britanskog ministra finansija o nemogućnosti monetarne unije (језик: енглески)                                                  | Govor britanskog ministra finansija o nemogućnosti monetarne unije (језик: енглески)                                                  | Govor britanskog ministra finansija o nemogućnosti monetarne unije (језик: енглески)                                                  |
| 29. jan.–6. feb.  | Panelbase/Sunday Times Архивирано на веб-сајту (8. март 2014)                                                                         | 1.012 | 37% | 49% | 14% | 12% | | |
| 28. jan.–6. feb.  | TNS BMRB Архивирано на веб-сајту (25. март 2014)                                                                                      | 996 | 29% | 42% | 29% | 13% | | |
| 3–5. februar      | YouGov/Sun | 1.047 | 34% | 52% | 14% | 18% | | |
| 29–31. januar     | Survation/Mail on Sunday | 1.010 | 32% | 52% | 16% | 20% | | |
| 21–27. januar     | YouGov | 1.192 | 33% | 52% | 15% | 19% | | |
| 21–24. januar     | ICM/Scotland on Sunday | 1.004 | 37% | 44% | 19% | 7% | | |
| 14–20. januar     | TNS BMRB | 1.054 | 29% | 42% | 29% | 13% | | |

#### 2013.
| 3‒10. decembar     | TNS BMRB                                                                  | 1.055                                | 27%                                  | 41%                                  | 33%                                  | 14%                                  |                                      |                                      |
| 6‒9. decembar      | YouGov/Times                                                              | 1.074                                | 33%                                  | 52%                                  | 15%                                  | 19%                                  |                                      |                                      |
| 29. nov. ‒ 5. dec. | Ipsos MORI/STV News                                                       | 1.006                                | 31%                                  | 55%                                  | 14%                                  | 24%                                  |                                      |                                      |
| 27–28. novembar    | Progressive Scottish Opinion/Mail on Sunday                               | 1.134                                | 27%                                  | 56%                                  | 17%                                  | 29%                                  |                                      |                                      |
| 26. novembar       | Objavljen dokument Budućnost Škotske                                      | Objavljen dokument Budućnost Škotske | Objavljen dokument Budućnost Škotske | Objavljen dokument Budućnost Škotske | Objavljen dokument Budućnost Škotske | Objavljen dokument Budućnost Škotske | Objavljen dokument Budućnost Škotske | Objavljen dokument Budućnost Škotske |
| 20–27. novembar    | TNS BMRB                                                                  | 1.004                                | 26%                                  | 42%                                  | 32%                                  | 16%                                  |                                      |                                      |
| 12–20. novembar    | Panelbase Архивирано на веб-сајту (25. март 2014)                         | 1.006                                | 38%                                  | 47%                                  | 15%                                  | 9%                                   |                                      |                                      |
| 23–30. oktobar     | TNS BMRB Архивирано на веб-сајту (3. децембар 2013)                       | 1.010                                | 25%                                  | 43%                                  | 32%                                  | 18%                                  |                                      |                                      |
| 17–24. oktobar     | Panelbase/Wings Over Scotland Архивирано на веб-сајту (2. новембар 2013)  | 1.008                                | 35%                                  | 43%                                  | 22%                                  | 8%                                   |                                      |                                      |
| 25. sep. – 2. okt. | TNS BMRB Архивирано на веб-сајту (22. септембар 2014)                     | 1.004                                | 25%                                  | 44%                                  | 31%                                  | 19%                                  |                                      |                                      |
| 13–16. septembar   | YouGov/Times                                                              | 1.139                                | 32%                                  | 52%                                  | 15%                                  | 20%                                  |                                      |                                      |
| 9–15. septembar    | Ipsos MORI/STV News                                                       | 1.000                                | 30%                                  | 57%                                  | 14%                                  | 27%                                  |                                      |                                      |
| 10–13. septembar   | ICM/Scotland on Sunday                                                    | 1.002                                | 32%                                  | 49%                                  | 19%                                  | 17%                                  |                                      |                                      |
| 30. avg. – 5. sep. | Panelbase/Sunday Times                                                    | 1.002                                | 37%                                  | 47%                                  | 16%                                  | 10%                                  |                                      |                                      |
| 23–28. avgust      | Panelbase/Scottish National Party Архивирано на веб-сајту (25. март 2014) | 1.043                                | 44%                                  | 43%                                  | 13%                                  | 1%                                   |                                      |                                      |
| 21–27. avgust      | TNS BMRB                                                                  | 1.067                                | 25%                                  | 47%                                  | 28%                                  | 22%                                  |                                      |                                      |
| 19–22. avgust      | YouGov/Devo Plus                                                          | 1.171                                | 29%                                  | 59%                                  | 10%                                  | 30%                                  |                                      |                                      |
| 16. avgust         | Angus Reid/Daily Express                                                  | 549                                  | 34%                                  | 47%                                  | 19%                                  | 13%                                  |                                      |                                      |
| 17–24. jul         | Panelbase/Sunday Times Архивирано на веб-сајту (9. фебруар 2014)          | 1.001                                | 37%                                  | 46%                                  | 17%                                  | 9%                                   |                                      |                                      |
| 10–16. maj         | Panelbase/Sunday Times Архивирано на веб-сајту (22. септембар 2014)       | 1.004                                | 36%                                  | 44%                                  | 20%                                  | 8%                                   |                                      |                                      |
| 29. april – 5. maj | Ipsos MORI/The Times                                                      | 1.001                                | 28%                                  | 57%                                  | 16%                                  | 29%                                  |                                      |                                      |
| 20 mart – 2 april  | TNS BMRB Архивирано на веб-сајту (21. август 2013)                        | 1.002                                | 30%                                  | 51%                                  | 19%                                  | 21%                                  |                                      |                                      |
| 18–22. mart        | Panelbase/Sunday Times Архивирано на веб-сајту (22. септембар 2014)       | 885                                  | 36%                                  | 46%                                  | 18%                                  | 10%                                  |                                      |                                      |
| 20–28. februar     | TNS BMRB/Scottish CND Архивирано на веб-сајту (21. август 2013)           | 1.001                                | 33%                                  | 52%                                  | 15%                                  | 19%                                  |                                      |                                      |
| 4–9. februar       | Ipsos MORI/The Times                                                      | 1.003                                | 32%                                  | 52%                                  | 11%                                  | 20%                                  |                                      |                                      |
| 30. jan. – 1 feb.  | Angus Reid                                                                | 1.003                                | 32%                                  | 47%                                  | 20%                                  | 15%                                  |                                      |                                      |
| 11–21. januar      | Panelbase/Sunday Times Архивирано на веб-сајту (22. август 2013)          | 1.004                                | 34%                                  | 47%                                  | 19%                                  | 13%                                  |                                      |                                      |
| 3–9. januar        | TNS BMRB Архивирано на веб-сајту (5. новембар 2013)                       | 1.012                                | 28%                                  | 48%                                  | 24%                                  | 20%                                  |                                      |                                      |
| 3–4. januar        | Angus Reid                                                                | 573                                  | 32%                                  | 50%                                  | 16%                                  | 18%                                  |                                      |                                      |

#### 2012.
| 22–24. oktobar     | YouGov/DC Thompson                                                | 1.004                      | 29%                        | 55%                        | 14%                        | 26%                        |                            |                            |
| 9–19. oktobar      | Panelbase/Sunday Times Архивирано на веб-сајту (30. октобар 2014) | 972                        | 37%                        | 45%                        | 17%                        | 8%                         |                            |                            |
| 15. oktobar        | Edinburški sporazum (2012)                                        | Edinburški sporazum (2012) | Edinburški sporazum (2012) | Edinburški sporazum (2012) | Edinburški sporazum (2012) | Edinburški sporazum (2012) | Edinburški sporazum (2012) | Edinburški sporazum (2012) |
| 8–15. oktobar      | Ipsos MORI/The Times                                              | 1.003                      | 30%                        | 58%                        | 12%                        | 28%                        |                            |                            |
| 26. sep. – 4. okt. | TNS BMRB Архивирано на веб-сајту (26. новембар 2013)              | 995                        | 28%                        | 53%                        | 19%                        | 25%                        |                            |                            |
| 17–20. jun         | YouGov/Fabian Society                                             | 1.029                      | 30%                        | 54%                        | 16%                        | 24%                        |                            |                            |
| 7–14. jun          | Ipsos MORI/The Times/The Sun                                      | 1.005                      | 35%                        | 55%                        | 11%                        | 20%                        |                            |                            |
| 27–29. januar      | Ipsos MORI/The Times/The Sun                                      | 1.005                      | 39%                        | 50%                        | 11%                        | 11%                        |                            |                            |
| 9–11 januar        | YouGov/The Sun                                                    | 1.002                      | 33%                        | 53%                        | 14%                        | 20%                        |                            |                            |

#### 2011.
| 24–31. avgust | TNS BMRB/The Herald Архивирано на веб-сајту (26. новембар 2013) | 1.007                              | 39%                                | 38%                                | 23%                                | 1%                                 |                                    |                                    |
| 5. maj        | Škotski parlamentarni izbori 2011.                              | Škotski parlamentarni izbori 2011. | Škotski parlamentarni izbori 2011. | Škotski parlamentarni izbori 2011. | Škotski parlamentarni izbori 2011. | Škotski parlamentarni izbori 2011. | Škotski parlamentarni izbori 2011. | Škotski parlamentarni izbori 2011. |

### Ankete s tri opcije
| Vreme ispitivanja | Organizator ankete/naručilac | Nezavisnost | Puna devolucija (Devolution Max) | Status quo | Neodlučni | Izvor   |
| ----------------- | ---------------------------- | ----------- | -------------------------------- | ---------- | --------- | ------- |
| 6. januar 2014.   | YouGov                       | 30%         | 32%                              | 29%        | 9%        | [ 269 ] |
| 26. oktobar 2012. | YouGov                       | 23%         | 41%                              | 25%        | 11%       | [ 270 ] |
| 14. jun 2012.     | Ipsos MORI                   | 27%         | 41%                              | 29%        | 4%        | [ 271 ] |
| 13. januar 2012.  | ICM                          | 26%         | 26%                              | 33%        | 10%       | [ 271 ] |
| 1. novembar 2011. | TNS BMRB                     | 28%         | 33%                              | 29%        | 10%       | [ 271 ] |

## Rezultat

### Po upravnim jedinicama
| Upravna jedinica      | Za nezavisnost | Protiv nezavisnosti | Za (%) | Protiv (%) | Važećih glasova | Izlaznost (%) |
| --------------------- | -------------- | ------------------- | ------ | ---------- | --------------- | ------------- |
| Aberdeen              | 59,390         | 84,094              | 41.4%  | 58.6%      | 143,484         | 81.7%         |
| Aberdeenshire         | 71,337         | 108,606             | 39.6%  | 60.4%      | 179,943         | 87.2%         |
| Angus                 | 35,044         | 45,192              | 43.7%  | 56.3%      | 80,236          | 85.7%         |
| Argyll and Bute       | 26,324         | 37,143              | 41.5%  | 58.5%      | 63,467          | 88.2%         |
| Clackmannanshire      | 16,350         | 19,036              | 46.2%  | 53.8%      | 35,386          | 88.6%         |
| Dumfries and Galloway | 36,614         | 70,039              | 34.3%  | 65.7%      | 106,653         | 87.5%         |
| Dundee                | 53,620         | 39,880              | 57.3%  | 42.7%      | 93,500          | 78.8%         |
| East Ayrshire         | 39,762         | 44,442              | 47.2%  | 52.8%      | 84,204          | 84.5%         |
| East Dunbartonshire   | 30,624         | 48,314              | 38.8%  | 61.2%      | 78,938          | 91.0%         |
| East Lothian          | 27,467         | 44,283              | 38.3%  | 61.7%      | 71,750          | 87.6%         |
| East Renfrewshire     | 24,287         | 41,690              | 36.8%  | 63.2%      | 65,977          | 90.4%         |
| Edinburgh             | 123,927        | 194,638             | 38.9%  | 61.1%      | 318,565         | 84.4%         |
| Eilean Siar           | 9,195          | 10,544              | 46.6%  | 53.4%      | 19,739          | 86.2%         |
| Falkirk               | 50,489         | 58,030              | 46.5%  | 53.5%      | 108,519         | 88.7%         |
| Fife                  | 114,148        | 139,788             | 45.0%  | 55.0%      | 253,936         | 84.1%         |
| Glasgow               | 194,779        | 169,347             | 53.5%  | 46.5%      | 364,126         | 75.0%         |
| Highland              | 78,069         | 87,739              | 47.1%  | 52.9%      | 165,808         | 87.0%         |
| Inverclyde            | 27,243         | 27,329              | 49.9%  | 50.1%      | 54,572          | 87.4%         |
| Midlothian            | 26,370         | 33,972              | 43.7%  | 56.3%      | 60,342          | 86.8%         |
| Moray                 | 27,232         | 36,935              | 42.4%  | 57.6%      | 64,167          | 85.4%         |
| North Ayrshire        | 47,072         | 49,016              | 48.9%  | 51.1%      | 96,088          | 84.4%         |
| North Lanarkshire     | 115,783        | 110,922             | 51.1%  | 48.9%      | 226,705         | 84.4%         |
| Orkney Islands        | 4,883          | 10,004              | 32.8%  | 67.2%      | 14,887          | 83.7%         |
| Perth and Kinross     | 41,475         | 62,714              | 39.8%  | 60.2%      | 104,189         | 86.9%         |
| Renfrewshire          | 55,466         | 62,067              | 47.2%  | 52.8%      | 117,533         | 87.3%         |
| Scottish Borders      | 27,906         | 55,553              | 33.4%  | 66.6%      | 83,459          | 87.4%         |
| Shetland Islands      | 5,669          | 9,951               | 36.3%  | 63.7%      | 15,620          | 84.4%         |
| South Ayrshire        | 34,402         | 47,247              | 42.1%  | 57.9%      | 81,649          | 86.1%         |
| South Lanarkshire     | 100,990        | 121,800             | 45.3%  | 54.7%      | 222,790         | 85.3%         |
| Stirling              | 25,010         | 37,153              | 40.2%  | 59.8%      | 62,163          | 90.1%         |
| West Dunbartonshire   | 33,720         | 28,776              | 54.0%  | 46.0%      | 62,396          | 87.9%         |
| West Lothian          | 53,342         | 65,682              | 44.8%  | 55.2%      | 119,024         | 86.2%         |
| UKUPNO                | 1,617,989      | 2,001,926           | 44.7%  | 55.3%      | 3,619,915       | 84.6%         |

## Reakcije na rezultat referenduma

### Domaće reakcije
Kraljica Elizabeta II izdala je, nakon referenduma, politički neutralno saopštenje, u kojem je rekla da se radi o "rezultatu koji ćemo svi mi u Ujedinjenom Kraljevstvu poštovati", kao i da će i ona i njena porodica podržati sve napore u cilju "konstruktivnog rada na budućnosti Škotske, kao i svih delova ove države".
Premijer David Cameron izrazio je svoje "oduševljenje" rezultatom referenduma i rekao da bi mu se "slomilo srce, da je naše Ujedinjeno Kraljevstvo bilo okončano, a znam da to osećanje dele ne samo ljudi širom naše zemlje, nego i širom sveta".
Alex Salmond, prvi ministar Škotske, izjavio je da prihvata "presudu naroda" i pozvao "sve Škote da ga slede u prihvatanju demokratske presude naroda Škotske". Referendum je nazvao "trijumfom demokratskog procesasa i političke participacije". Salmond je potvrdio da će se, nakon ovog rezultata, povući s mesta čelnika SNP-a i prvog ministra Škotske, rekavši takođe: "moje vreme kao lidera se uskoro završava, ali za Škotsku kampanja se nastavlja i san nikada neće umreti".
Peter Robinson, prvi ministar Severne Irske, i Carwyn Jones, prvi ministar Walesa, rezultat su ocenili pozitivnim. Robinson je izrazio svoje "oduševljenje time što je Škotska glasala da ostane u uniji".

### Međunarodne reakcije
- NATO: Generalni sekretar NATO Anders Fogh Rasmussen, rekao je da u potpunosti poštuje "izbor koji je napravio narod Škotske".[276]
- Evropska komisija: Predsednik Evropske komisije José Manuel Barroso rekao je da je ishod škotskog referenduma dobar za "ujedinjenu, otvorenu i jaču Evropu".[277]
- Kanada: John Baird, ministar inostranih poslova Kanade, pozdravio je rezultat i pohvalio referendumski proces.[278]
  -  Kvebek: Premijer Kvebeka, Philippe Couillard, rekao je da ne postoji mnogo sličnosti između Škotske i Kvebeka, gde je pokret za nezavisnost izgubio referendume 1980. i 1995, te je kao jedan od mogućih modela za Ujedinjeno Kraljevstvo sugerisao devolvirani model sličan federalizmu: "Mislim da bi Škoti bili sasvim zadovoljni kad bi imali ono što mi, Kvebečani, imamo u Kanadi."[278] Stéphane Bédard, vođa Kvebečke partije, rekao je da je "razočaran" rezultatom.[279]
- Nemačka: Kancelarka Angela Merkel rekla je da je nemačka vlada "sve vreme poštovala činjenicu da je ovaj referendum raspisan uz odobrenje centralne vlade u Londonu; i sada poštujemo njegov ishod". Upitana o tome šta misli o rezultatu, odjgovorila je: "Neću komentarisati, samo ću se nasmešiti".[280]
- Irska: Irski premijer Enda Kenny izjavio je da će irska vlada poštovati "demokratski izraženu volju Škotske da ostane deo Ujedinjenog Kraljevstva", dodavši: "Kao susedi, prijatelji i partneri u političkoj, privrednoj, kulturnoj oblasti, kao i na mnogim drugim područjima, Irska i Britanija održavaju odnose koji nikada nisu bili snažniji. Radujemo se budućoj saradnji sa svim stranama na ovim ostrvima. Sporazum na Veliki petak 1998. predstavlja istorijski obrazac za skladni i uzajamno blagotvoran razvoj sveukupnih odnosa među narodima na ovim ostrvima. Naročito je značajan jer je preobrazio odnose između dve velike tradicije na ovom ostrvu".[281]
- Italija: Matteo Renzi, italijanski premijer, u saopštenju je rekao da "italijanska vlada, uključujući i kao trenutno predsedavajuća Evropskom unijom, pozdravlja rezultat demokratskog glasanja škotskog naroda".[282]
- Rusija: U saopštenju izdatom nakon referenduma rusko ministarstvo inostranih poslova Rusije izjavilo je: "Razumljiva je i logična želja škotskog naroda da centralna vlada garantuje poštovanje njihovog nacionalnog i kulturnog identiteta, jezika i tradicije, kao i da im da više samostalnosti u donošenju odluka koje se tiču društveno-ekonomskog razvoja Škotske i njenog položaja u jedinstvenoj državi. Primećujemo da je britanska vlada dala konkretna obećanja u tom pogledu. Verujemo da su ovi faktori izuzetno važni ne samo za škotsku, nego i u opštem kontekstu devolutivnih procesa".[283]
- Norveška: Erna Solberg, norveška premijerka, izjavila je norveškoj televiziji NRK da joj je "drago" što je Škotska odabrala ostati u Ujedinjenom Kraljevstvu te da je nezavisnost Škotske za Norvešku, kao susednu zemlju, mogla predstavljati izazov.[284]
- Španija: Španski premijer Mariano Rajoy izjavio je da su Škoti izbegli ozbiljne posledice i da su "odabrali najpovoljniju opciju za sve; za sebe, za celu Britaniju i za ostatak Evrope".[285]
  -  Baskija: Iñigo Urkullu, predsednik vlade Baskije, izjavio je na dan referenduma da, budući da je britanska vlada dopustila Škotskoj da slobodno odluči o vlastitoj budućnosti, odgovornost baskijske vlade sastoji se u tome da "sledi put Škotske" i postigne sličan dogovor u Španiji.[286]
  -  Katalonija: Artur Mas, predsednik Generaliteta Katalonije, opisao je škotski referendum kao uzor koji treba slediti u budućem glasanju u Kataloniji dodavši: "Ono što se dogodilo u Škotskoj za nas ne predstavlja korak unatrag, jer ono što mi upravo želimo u Kataloniji jeste prilika da glasamo".[287] Dan nakon škotskog referenduma katalonski parlament odlučio je da raspiše savetodavni referendum o nezavisnosti Katalonije, koji je zakazan za 9. novembar 2014.[288] Španska vlada je saopštila da bi takav referendum bio neustavan i da će ga nastojati sprečiti sudskom odlukom.[288]
- SAD: Bela kuća čestitala je Škotskoj na energičnom demokratskom procesu. Predsednik Barack Obama pozdravio je rezultat referenduma i rekao da se raduje "nastavku naših čvrstih i specijalnih odnosa sa svim narodima Velike Britanije i Severne Irske".[276]